# Robert De Niro
Pour les articles homonymes, voir De Niro.
Ne doit pas être confondu avec Robert De Niro (peintre).
Robert De Niro (prononcé en anglais : /ˈɹɑbəɹt də ˈnɪəɹoʊ/) est un acteur, réalisateur et producteur américain, naturalisé italien en 2006, né le 17 août 1943 à Manhattan (New York).
Considéré comme l’un des plus grands et influents acteurs de sa génération, De Niro commence sa carrière à la fin des années 1960,,.
Collaborant avec des réalisateurs du Nouvel Hollywood, en particulier Martin Scorsese dont il sera l'un des acteurs préférés, De Niro compte une riche filmographie, dont certains films ont connu un grand succès public et critique, et a tourné avec des réalisateurs réputés. Par ailleurs, six des films de De Niro ont été intronisés au National Film Registry des États-Unis par la Bibliothèque du Congrès comme étant « culturellement, historiquement ou esthétiquement significatifs ». Cinq des films où joue l'acteur sont également répertoriés sur la liste des 100 plus grands films américains de tous les temps de l’AFI.
Adepte de la Méthode, Robert De Niro prend des cours de jeu sous la direction de Stella Adler au Stella Adler Conservatory, puis avec Lee Strasberg à l'Actors Studio.
De Niro remporte plusieurs récompenses au cours de sa carrière, notamment l'Oscar du meilleur acteur dans un second rôle pour son rôle de Vito Corleone dans Le Parrain, 2e partie (1974) ainsi que l'Oscar du meilleur acteur pour son rôle du boxeur Jake LaMotta dans le drame biographique Raging Bull (1980). De Niro réalise également le récit initiatique Il était une fois le Bronx en 1993 et le film d'espionnage The Good Shepherd en 2006. Pour récompenser l'ensemble de sa carrière, l'acteur reçoit notamment un Lion d'or, le Cecil B. DeMille Award, l'AFI Achievement Award ou encore un Screen Actors Guild Life Achievement Awards. En 2009, il reçoit le Kennedy Center Honors, puis en 2016, Barack Obama lui remet la médaille présidentielle de la Liberté. En 2025, il reçoit la Palme d'honneur du Festival de Cannes.
Avec Jane Rosenthal, il cofonde sa société de production Tribeca Productions en 1989, puis le Festival du film de Tribeca en 2002. En 1994, il cofonde la chaine de restauration Nobu (en), qui devient également une chaîne hôtelière en 2013.
D'origine italienne par ses grands-parents paternels, il obtient la nationalité italienne en 2006.

## Biographie

### Jeunesse
Né dans l'arrondissement de Manhattan à New York et élevé à Greenwich Village, Robert Anthony De Niro (Robert de Niro Junior) est le fils du peintre Robert De Niro (Senior) et de Virginia Holton Admiral, peintre et poète. Son père, né à Syracuse (dans l'État de New York) de père issu d'une famille italienne originaire de la région du Molise et d'une mère irlando-américaine est de confession catholique ; sa mère, d'origines irlandaise, anglaise, allemande, française et néerlandaise est de religion presbytérienne,,.
Les parents de Robert Junior, qui se sont rencontrés au cours de peinture de Hans Hofmann, à Provincetown (Massachusetts), se séparent alors qu'il a trois ans (mais ne divorceront effectivement que neuf ans plus tard) et leur jeune fils est élevé par sa mère dans le quartier de Little Italy, à Manhattan, et à Greenwich Village. Son père vit à proximité et en grandissant Robert passe beaucoup de temps avec lui. Robert De Niro est scolarisé au PS 41, une école primaire publique à Manhattan jusqu'au sixth grade, puis poursuit ses études en seventh grade et eighth grade de la Elisabeth Irwin High School, qui fait partie de la Little Red School House. Il est accepté au High School of Music and Art en ninth grade, mais n'y reste que peu de temps avant d'être transféré dans un autre collège. Il entre au lycée à la McBurney School, puis dans le secteur privé à la Rhodes Preparatory School, bien qu'il n'ait jamais été diplômé ni de l'une ni de l'autre.
Durant sa jeunesse à Little Italy, au cours de laquelle il est surnommé « Bobby Milk » du fait de sa pâleur, il traîne avec un groupe de jeunes de rue dont certains sont restés ses amis de toujours. Son avenir prend forme lors de ses débuts sur scène, à l’âge de dix ans, quand il interprète le lion peureux dans une production scolaire du Magicien d'Oz,. Il y découvre une façon de vaincre sa timidité en jouant. De Niro est également fasciné par le cinéma : il abandonne l'école à seize ans pour entamer une carrière d'acteur. Il prend des cours au Stella Adler Conservatory, puis à l'Actors Studio de Lee Strasberg.
En 2012 il déclare :

« Quand j'avais environ 18 ans. Je regardais une série télévisée — un soap opéra ou un western hebdomadaire — et je me suis dit que si ces acteurs gagnent leur vie avec ça, et qu'ils ne sont pas vraiment bons, je ne peux pas faire pire qu'eux. […] Quand je me suis lancé plus sérieusement, j'ai vu jusqu'où je pouvais aller, ce qu'on pouvait faire. Ce n’était pas ce que je pensais quand j’étais plus jeune. Mais je me souviens de m’être dit cela en regardant ces émissions de télévision en noir et blanc,. »

### Ascension fulgurante et consécration (années 1970-1980)

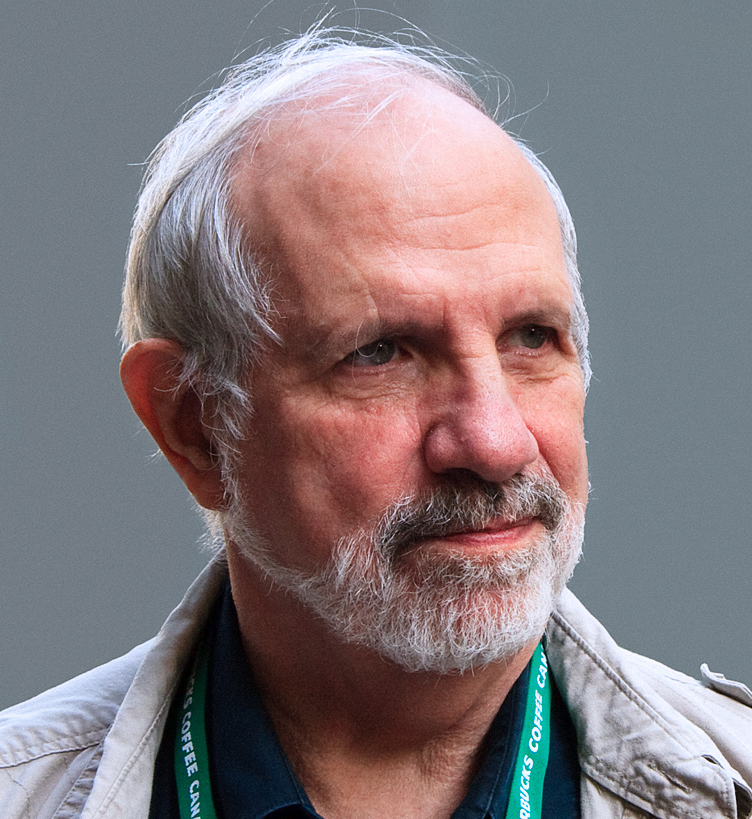
Tournant avec le cinéaste en devenir Brian De Palma au début des années 1960, l'acteur a déjà tourné dans trois de ses films en 1970, la quatrième collaboration arrivant en 1987.

À 20 ans, il obtient son premier vrai rôle dans le film étudiant The Wedding Party, de Brian De Palma, aux côtés de son amie Jill Clayburgh. Il est découvert par De Palma lors d'un casting ouvert organisé à Greenwich Village avec l'acteur William Finley.
En 2013, il déclare :

« J'avais vu l'annonce dans un journal spécialisé. Il y avait le numéro de Brian. Je l'ai appelé. Il m'a donné rendez-vous dans un petit appartement. Il m'a regardé jouer, puis m'a engagé. J'étais très excité. C'était mon premier vrai rôle. Le ton du film oscillait entre drame et comédie. Brian est avant tout un spectateur. Il réagit directement à votre jeu. S'il ne rit pas pendant la prise, c'est que vous n'avez pas été drôle. Il n'hésite pas à vous faire improviser jusqu'à ce que vous trouviez le bon tempo. À cette époque, un texte trop écrit pouvait me bloquer, il fallait que je puisse déborder et me laisser aller. Brian De Palma adorait ça. »

De Niro impressionne Brian De Palma en improvisant avec Finley alors qu'il n'a pas 20 ans et ne peut même pas signer lui-même son contrat, la majorité étant alors à 21 ans. Tourné en plusieurs fois entre 1963 et 1965, le film ne sort en salles qu'en 1969.
En 1965, il apparaît comme figurant dans Trois chambres à Manhattan de Marcel Carné, comme il l'explique en 2013 : « C'était de toutes petites choses! À l'âge de 20 ans, je suis parti en France pour étudier la langue et prendre un peu d'air avec mon père loin de New York. Bref, un ami américain me parle d'un film que Marcel Carné s'apprête à tourner, Trois chambres à Manhattan. La production était à la recherche d'extras pour jouer des Américains. J'avais le look. J'ai été retenu. Nous étions en studio dans un décor qui reproduisait un coffee shop de Madison Avenue. Je ne faisais que passer. Le job n'a duré qu'une seule journée. C'était payé. Pour moi, Marcel Carné était juste un nom attaché à des films qui appartenaient à l'histoire du 7e art, mais pas plus. La vedette du film était Maurice Ronet. Je ne savais pas très bien qui il était. ». En 1968, il est nouveau brièvement devant la caméra du français pour Les Jeunes Loups, comme il l'explique de nouveau : « si j'ai accepté de participer à ces films ce n'était pas vraiment pour apprendre quelque chose du métier. C'était fun et payé. ».
La même année, il apparait dans Greetings à nouveau réalisé par De Palma. Ses rôles suivants restent peu connus du public.
En 1969, il tourne dans Le Contrat (Sam's Song). Le film est remonté en 1979 pour devenir L'Échange (The Swap). En 1970, il tourne dans Bloody Mama de Roger Corman ainsi que pour la troisième et avant-dernière fois pour De Palma dans Hi, Mom!.

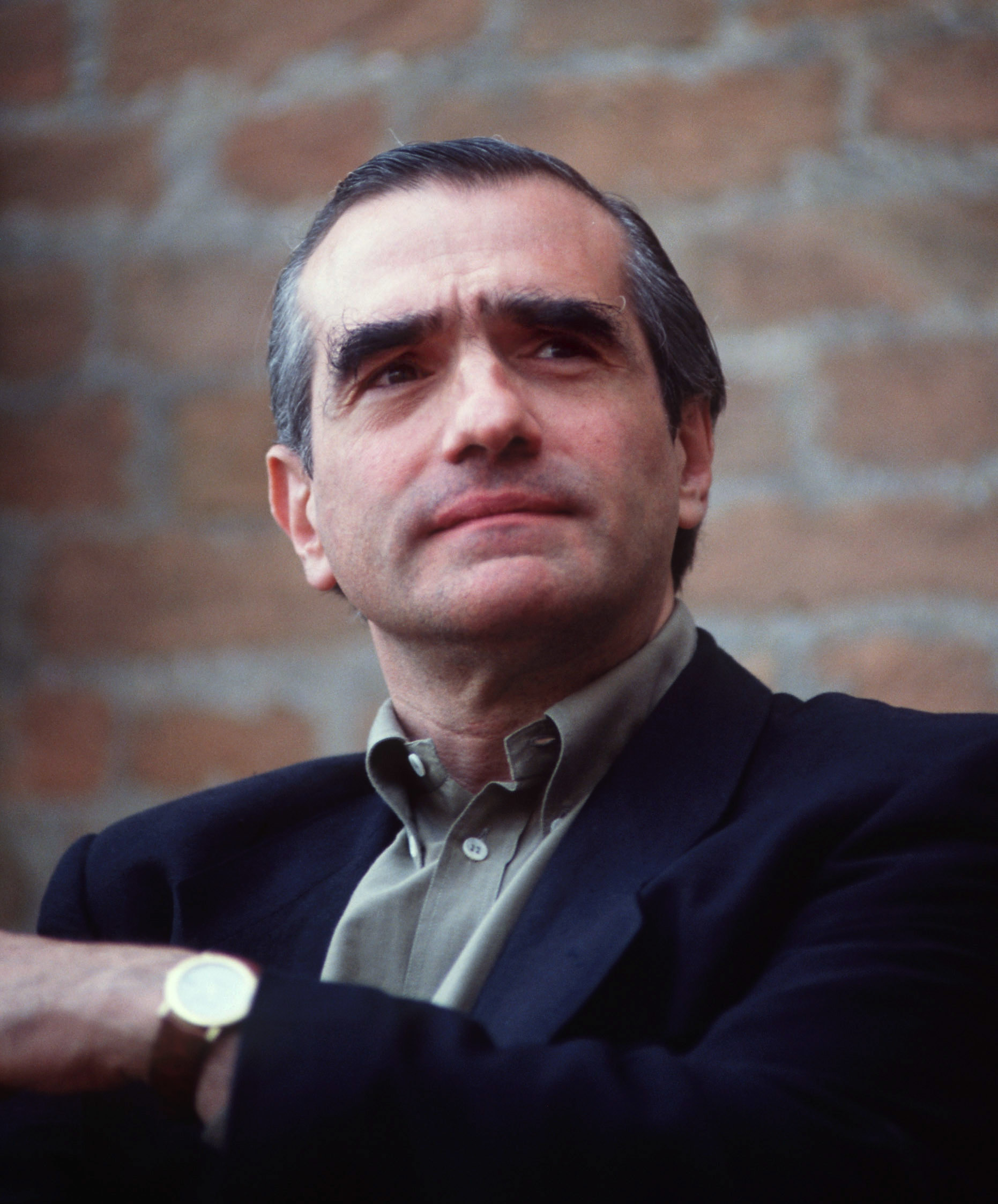
L'année 1973 marque la première collaboration entre l'acteur et le cinéaste Martin Scorsese. En 2023, Robert De Niro est apparu dans dix longs métrages du réalisateur.

En 1973, l'acteur apparait dans le drame sportif Le Dernier Match de John D. Hancock, d'après le roman (en) de Mark Harris (en). L'acteur tient le rôle d'un joueur de la Ligues majeures de baseball touché par un Lymphome de Hodgkin. Dans sa critique, The Hollywood Reporter déclare que « De Niro se révèle être l'un des meilleurs et des plus sympathiques jeunes acteurs de genre dans des films avec cette performance », tandis que Variety trouve la performance de l'acteur « touchante »,.
La même année, il commence à travailler avec Martin Scorsese sur le film Mean Streets. Les deux se sont rencontrés en 1971, durant une soirée de Noël organisée par le journaliste Jay Cocks et l'actrice Verna Bloom. Le réalisateur est un fils d'immigrants ayant grandi à Little Italy et tous deux connaissent la loi de la rue, la confiance s'installe rapidement. Deuxième femme du cinéaste, Julia Cameron (en) explique le lien entre les deux hommes : « En Marty, Bobby a trouvé la seule personne qui peut parler pendant quinze minutes de la façon dont un personnage fait un nœud ! Je les ai vus parler dix heures d'affilée »,. Le producteur Jonathan Taplin déclare quant à lui : « ils se connaissent si bien qu'ils peuvent dire juste deux ou trois mots ou juste une phrase, et l'autre comprendra. »,. Robert De Niro tient le rôle du jeune gangster John « Johnny Boy » Civello qui tente de se faire un nom avec son ami Charlie Cappa. Ce dernier est interprété par Harvey Keitel, le duo se retrouvera sur de nombreux projets au fil des années. Sur le tournage, l'acteur n'hésite pas à proposer des idées pour ses scènes et est décrit comme étant extrêmement impliqué, se mettant volontairement à l'écart de l'équipe pour mieux s'approprier le personnage. Le film est projeté au Festival de Cannes 1973 puis au Festival du film de New York, et reçoit un bon accueil.
Il enchaîne avec Francis Ford Coppola sur Le Parrain 2, préquelle dans laquelle il prête ses traits au personnage de Vito Corleone, incarné par Marlon Brando dans le premier opus, Le Parrain. Il explique sa manière d'appréhender le rôle : « Je ne voulais pas faire une imitation de Brando […] mais je voulais que ce soit crédible que je puisse être lui en tant que jeune homme. C'était comme un problème mathématique »,. Dans le film, il parle essentiellement en sicilien, ne prononçant que huit mots en anglais. Pour son jeu, le jeune acteur remporte l'Oscar du meilleur acteur dans un second rôle. Pauline Kael, critique américaine, écrit pour The New Yorker : « De Niro a l'audace physique, la grâce et l'instinct pour devenir un grand acteur, peut-être aussi grand que Brando », l'ultime critique étant celle de ce dernier : « Je doute qu'il sache à quel point il est bon. »,.

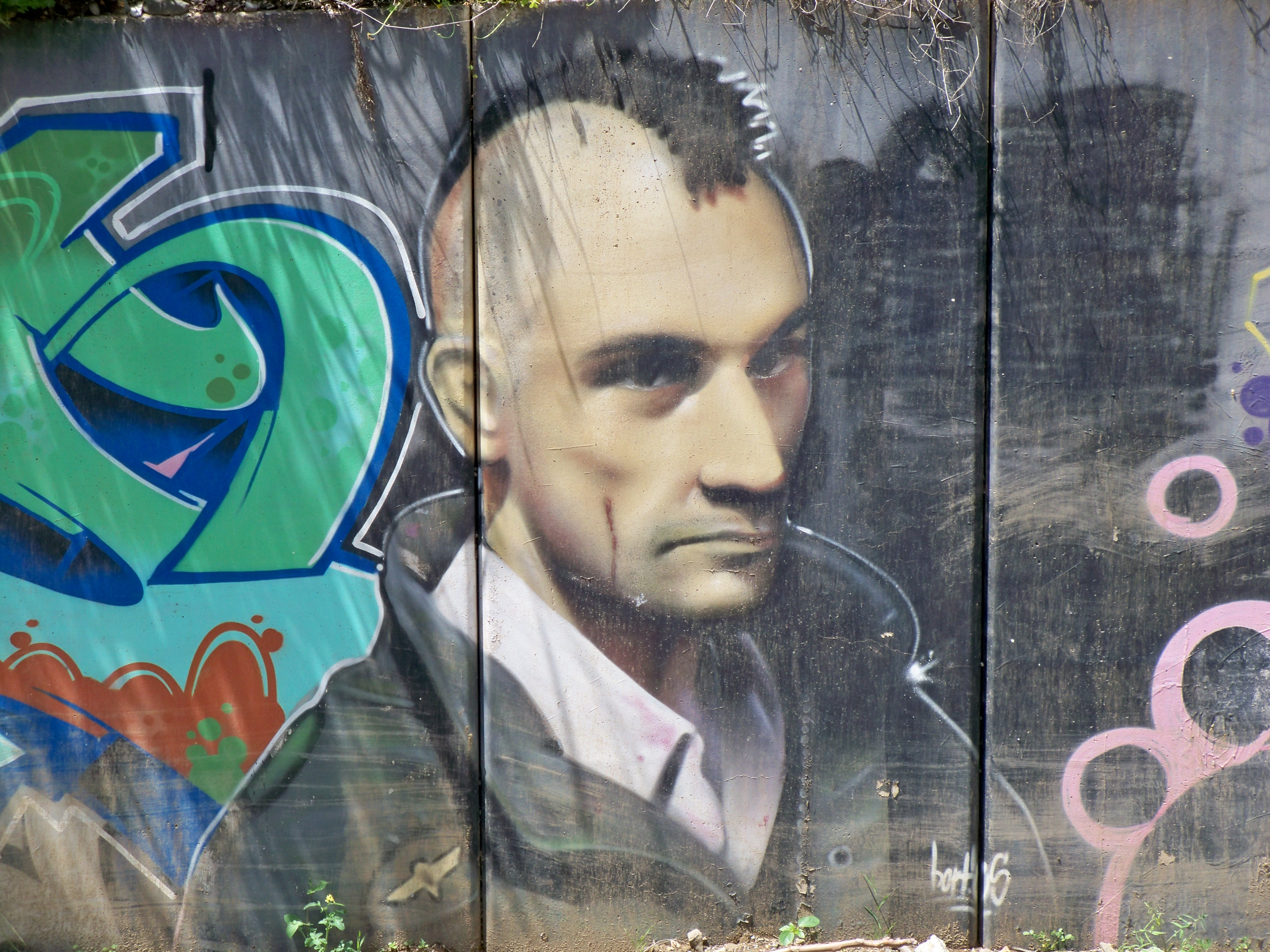
Graffiti représentant son personnage dans Taxi Driver.

Par la suite, il continue sa fructueuse collaboration avec Scorsese, dont découlent plusieurs classiques hollywoodiens : c'est d'abord Taxi Driver, qui, en 1976, l'intronise comme une révélation majeure, et qui lui donne une notoriété mondiale. L'acteur tient le rôle de Travis Bickle, un chauffeur de taxi solitaire et insomniaque, qui arpente les rues d'une ville de New York d'après guerre du Viêt Nam, dont Bickle en est un vétéran. Souffrant d'un trouble de stress post-traumatique et désabusé par l'état de la ville, son personnage sombre dans la folie et s'en prend notamment à un proxénète, joué par son ami Harvey Keitel, afin de sauver une jeune prostituée interprétée par la révélation Jodie Foster. 

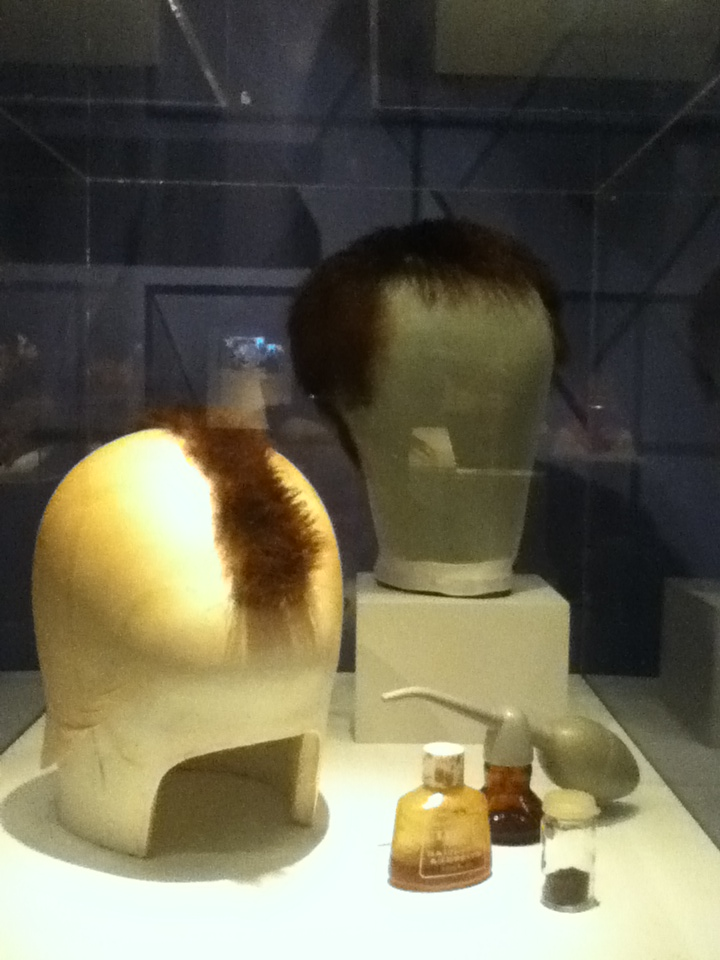
Perruque crête iroquoise portée par l'acteur durant le tournage de Taxi Driver.

Des années plus tard, Foster se remémore les leçons apprises grâce à De Niro, qui restait dans son personnage : « Robert de Niro a décidé de me prendre sous son aile et il m'emmenait continuellement dans des cafés pour réciter nos lignes, de la manière de nos personnages, puis en improvisant, ce que je ne comprenais pas à 100 %, mais au moment où nous avons vraiment commencé à tourner, j'ai vraiment compris ce qu'il avait fait. Il m'avait vraiment fait comprendre ce que c'était que de créer un personnage, chose que je ne savais pas à 12 ans. Et ça a changé, ça a définitivement changé ma vie. Je me souviens d'être rentrée chez moi dans la chambre d'hôtel à New York [...] et d'être en feu ; ressentant vraiment que, ouah, j'avais découvert quelque chose. Que ce monde du cinéma et du jeu d'acteur pourrait vraiment être plus exigeant que je ne le pensais »,. Afin de parfaire son jeu, l'acteur a notamment passé du temps dans une base militaire pour obtenir son accent, s'est exercé à manier les armes à feu, et a également obtenu une licence de chauffeur de taxi,,. Il improvise également la réplique « You talkin' to me? », classée en 2005 à la dixième place de la liste AFI's 100 Years... 100 Movie Quotes de l'American Film Institute. Présent sur le tournage, le photographe Steve Schapiro déclare au sujet de l'acteur « Bobby est impressionnant : il se fait cannibaliser par ses personnages. Dans Taxi Driver, il ne jouait pas Travis Bickle ; il était Travis Bickle ! », ce à quoi ajoute Scorsese : « Au milieu du film, Bobby parlait comme Travis, même hors du plateau. Il avait sa démarche, ses tics ! ». Le film remporte la Palme d'or du Festival de Cannes 1976 et obtient 4 nominations à la 49e cérémonie des Oscars, dont pour l'Oscar du meilleur film et du meilleur acteur, cette dernière statuette étant remportée par Peter Finch pour le film Network,.

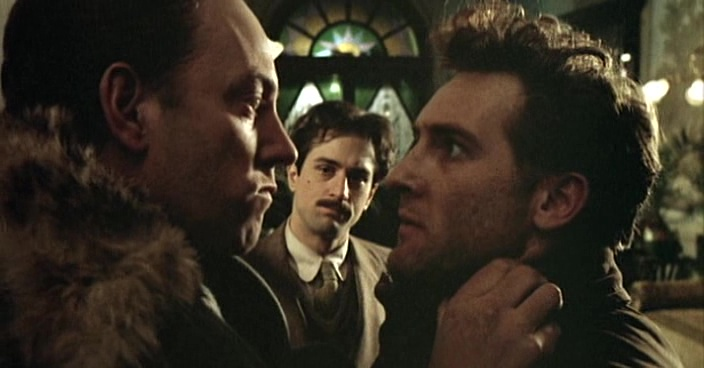
L'acteur au milieu de Donald Sutherland et Gérard Depardieu dans une scène du film 1900, sorti en 1976.

L'année est également marquée par deux autres projets pour le comédien. Ainsi, il partage la vedette avec Gérard Depardieu de 1900, drame historique de l'Italien Bernardo Bertolucci, d'une durée colossale de 5 heures et 20 minutes. Enfin, il apparait dans Le Dernier Nabab d'Elia Kazan : « C'était assez intimidant! Kazan était fidèle à sa réputation. Il avait des quantités de notes sur chacun des personnages. Au tournage, il vous laissait évoluer, puis vous recadrait tout doucement. Je ne me suis jamais senti bloqué par sa mise en scène. Le scénario de Pinter était extrêmement précis, il y avait même les indications de jeu entre chaque réplique, nous savions précisément à quel moment nous devions faire des pauses. »,.
En 1977, De Niro et Scorsese enchainent avec le musical New York, New York,. L'acteur campe alors un saxophoniste qui tombe amoureux d'une chanteuse interprétée par Liza Minnelli. De Niro va jusqu'à apprendre à jouer du saxophone avec Georgie Auld, comme le mentionne sa partenaire de jeu : « Je quittais le studio vers minuit et j'entendais un saxophone. En tant que musicien, il était fabuleux. C'est ainsi qu'il a trouvé le personnage, à travers la musique. »,,.
En 1978, l'acteur est en plein cœur de la guerre du Viêt Nam dans Voyage au bout de l'enfer (The Deer Hunter) de Michael Cimino,. À cette époque, l'industrie hollywoodienne est peu enclin à montrer sur grand écran cette période compliquée qui marque le pays. On peut compter quelques œuvres qui traitent de ce sujet, comme Les Bérets verts en 1968 ou Le Retour qui sort la même année que le film de Cimino. Pouvant se diviser en trois parties montrant tour à tour l'avant, le pendant et l'après guerre du Viêt Nam, le film suit trois jeunes ouvriers sidérurgistes provenant de la ville de Clairton en Pennsylvanie, qui sont envoyés dans l'enfer tropical. De Niro, Christopher Walken et John Savage jouent les trois soldats, tandis que l'entourage pennsylvanien est joué par John Cazale, Meryl Streep ou encore Chuck Aspegren,.
Encore une fois, l'acteur fait tout pour ne devenir qu'un avec son personnage : « Je regarde toujours tout […] L'important, c'est de réfléchir à tout. Parfois, j'écris mes idées. L'essentiel est d'y consacrer du temps, même si c'est ennuyeux. Ensuite, vous savez que vous avez connecté toutes les possibilités lorsque vous faites vos choix […] J'ai passé beaucoup de temps à Mingo Junction et Steubenville, en Ohio, à m'imprégner de l'environnement. J'ai aussi essayé de me rapprocher le plus possible de la carrière de sidérurgiste, sans pour autant travailler à l'usine. Je l'aurais fait aussi, sauf qu'aucune des aciéries ne m'a laissé le faire. On m'a laissé visiter et regarder mais je n'étais pas vraiment impliqué. Ce qui était génial, c'est que personne ne m'a reconnu comme étant un acteur »,. L'acteur prend également part au casting des autres personnages du film comme l'explique le producteur Michael Deeley : « Lorsque vous engagez Robert De Niro, vous n'obtenez pas seulement l'un des meilleurs acteurs de cinéma de tous les temps, mais vous travaillez avec un acteur qui se soucie du film dans son ensemble - et cela inclut ses collègues de la distribution. Il connaissait tous les acteurs de New York. »,.
Voyage au bout de l'enfer est nommé à neuf reprises durant la 51e cérémonie des Oscars, De Niro obtenant une nomination dans la catégorie du meilleur acteur. Finalement, le film remporte cinq statuettes, dont celle du meilleur film. En 2007, le film est classé à la cinquante-troisième place de la liste AFI's 100 Years...100 Movies de l'American Film Institute.

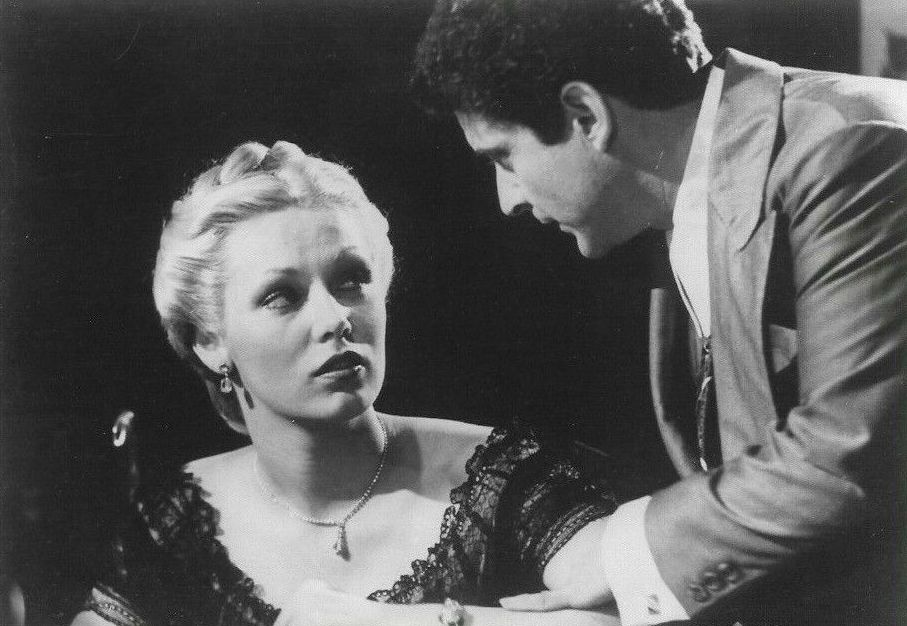
Cathy Moriarty et Joe Pesci, ses partenaires de jeu en 1980 dans le film Raging Bull.

Puis, après avoir lu les mémoires du boxeur Jake LaMotta, De Niro va voir Martin Scorsese pour que les deux travaillent sur un projet autour de l'autobiographie,. L'idée — pour beaucoup, le projet est une obsession de la part de De Niro — devient alors le drame Raging Bull qui arrive en 1980, avec De Niro dans le rôle du poids moyens italo-américain, connu pour ses exploits sportifs, mais également pour son tempérament et son comportement violent qui impacte profondément ses relations avec sa famille,. Pour ce qui est du reste de la distribution, si Cathy Moriarty tient le rôle de Vikki LaMotta (en), la femme du protagoniste, le frère de ce dernier (en) est quant à lui joué par Joe Pesci qui devient par la suite un collaborateur fréquent de Scorsese et de De Niro pendant près d'une quarantaine d'années. En plus d'apprendre la boxe, De Niro doit également prendre de la masse, prenant 27 kilos. Cela paye, puisque sa prestation lui vaut l'Oscar du meilleur acteur.
En 1981, Robert De Niro retourne dans un drame policier avec le film Sanglantes Confessions d'Ulu Grosbard, d'après le roman du même nom (en) de John Gregory Dunne. De Niro joue un Monseigneur qui a pour frère un inspecteur de Los Angeles, joué par un autre grand nom de la saga Le Parrain, Robert Duvall. L'intrigue tourne autour d'un meurtre, une des pistes remontant jusqu'à l'Église catholique. Si Vincent Canby du The New York Times mentionne l'intrigue compliquée à suivre, il salue la performance des comédiens, disant que De Niro et Duvall « sont au sommet de leurs talents. Ils travaillent si bien ensemble qu'on dirait parfois une seule performance, les deux faces d'un même personnage complexe. »,.
Et, en 1983, La Valse des pantins de Scorsese l'amène sur le terrain de la comédie noire, en tenant le rôle d'un comique de scène qui harcèle un vétéran de la profession joué par Jerry Lewis pour qu'il puisse passer dans son émission. C'est de nouveau l'acteur lui-même qui est venu voir Scorsese avec le scénario. Le New York Times décrit sa performance comme étant « l'une des meilleures, des plus complexes et des plus flamboyantes de sa carrière »,. Le film est un échec commercial.
Après ces cinq longs-métrages, les deux décident de s'émanciper un temps pour découvrir de nouveaux horizons. L'acteur tourne alors durant cette période dans de nombreux films considérés comme des chefs-d'œuvre, tout en collaborant avec des cinéastes européens.

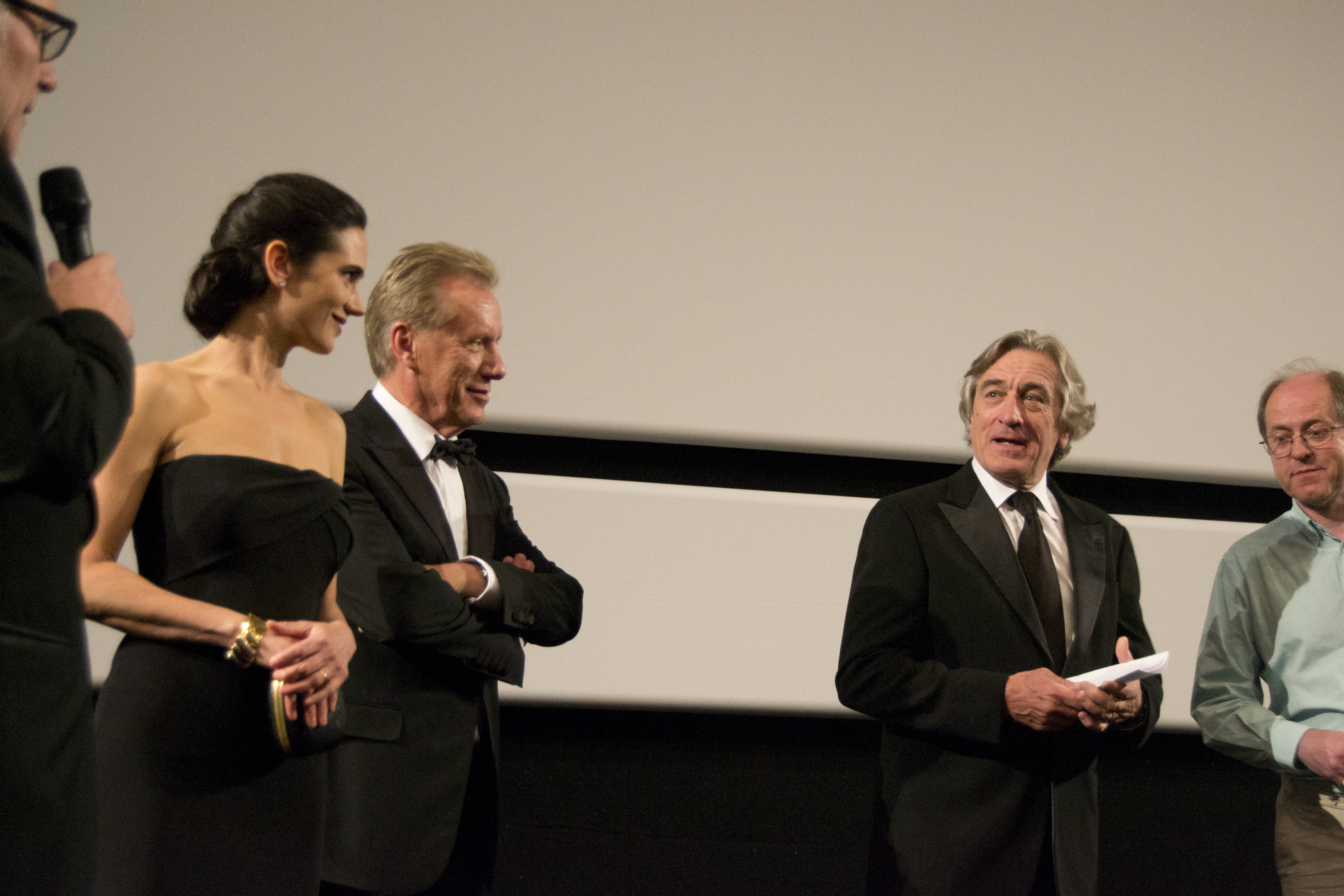
L'acteur, Jennifer Connelly et James Woods lors d'une projection au Festival de Cannes du film Il était une fois en Amérique (1984)

En 1984, Sergio Leone le dirige dans l'ambitieuse fresque historique Il était une fois en Amérique, dernière réalisation du monstre italien. Le film chronique la vie de David « Noodles » Aaronson, le personnage de De Niro, et de son meilleur ami joué par James Woods, qui mènent des jeunes juifs des ghettos vers les plus hautes sphères du crime organisé de New York,. Le film connait une distribution faramineuse, notamment complétée par Elizabeth McGovern, William Forsythe, Joe Pesci, Burt Young ou encore Jennifer Connelly dans sa première apparition sur grand écran,,. Dans sa version originale de 229 minutes, le film est acclamé pendant une quinzaine de minutes au Festival de Cannes 1984. Sa version cinéma de 139 minutes, charcutée sans l'accord du cinéaste, est fortement décriée par les critiques,. En 2012, le film connait une version longue de 251 minutes.
Toujours en 1984, il forme un couple fameux en donnant de nouveau la réplique à Meryl Streep pour la romance Falling in Love, retrouvant au passage Ulu Grosbard derrière la caméra.
Alors habitué à être la tête d'affiche, l'acteur tient un petit rôle en 1985 dans l'expérimental et acclamé Brazil de Terry Gilliam. Ce dernier et le producteur Arnon Milchan ont envoyé le scénario à l'acteur, lui disant qu'il pouvait prendre le rôle de son choix. Malheureusement pour lui, le rôle qu'il souhaitait a déjà été donné à Michael Palin, grand ami du réalisateur. Plusieurs mois plus tard, l'acteur se voit attribuer le personnage du plombier chauffagiste Archibald « Harry » Tuttle qui apparait dans quelques scènes. Bien qu'il n'y tient qu'un petit rôle, Robert De Niro vient en aide à Gilliam pour la sortie du film aux États-Unis, bloquée par Sidney Sheinberg, le patron d'Universal Pictures, qui souhaite faire de nombreux changements au sein du film,. Malgré son faible résultat au box office américain, le film devient culte avec les années et inspire de nombreuses œuvres culturelles,,.
Il tourne pour Roland Joffé dans le drame historique britannique Mission, en 1986, avec Jeremy Irons. Le film dépeint le débat de conscience de Jésuites au XVIIIe siècle lorsqu'on leur demande d'abandonner leur mission auprès des Guaranis, en Amérique du Sud. De Niro tient le rôle d'un ancien esclavagiste devenu Jésuite. La plupart des journalistes américains sont mitigés devant le film, critiquant notamment l'accent de De Niro qui est décrit comme un « anachronisme » de la part du Washington Post, tandis que le New York Times trouve l'acteur « bien jusqu'à ce qu'il ouvre la bouche »,,. Le film obtient la Palme d'or durant le Festival de Cannes 1986, l'Oscar de la meilleure photographie, ainsi que trois BAFTA et deux Golden Blobes,,,.
Il retourne également au théâtre jouant un des principaux rôles de la pièce Cuba and His Teddy Bear, avec Ralph Macchio.
En 1987, il retrouve 17 ans plus tard et pour la dernière fois Brian De Palma pour le polar Les Incorruptibles. L'acteur campe l'un des plus célèbres gangsters américains du XXe siècle et une des plus grandes figures de la prohibition dans les années 1920, Al Capone. Principal antagoniste du film malgré son faible temps de présence à l'écran, l'acteur est notamment opposé à Kevin Costner qui tient le rôle de l'agent du Trésor américain Eliot Ness, ainsi qu'aux membres de l'équipe d'Incorruptibles de ce dernier, incarnés par Sean Connery, Andy García et Charles Martin Smith. D'après De Palma, De Niro était préoccupé par la forme de son visage, souhaitant ressembler au « Balafré », et a donc gagné environ 14 kilos, notamment aidé de son experience durant la préparation de Raging Bull,. Il s'est également documenté sur l'homme, lisant un livre chroniquant sa vie et regardant plusieurs archives vidéos.
La même année, il tourne pour le britannique Alan Parker dans le thriller d'horreur psychologique Angel Heart, d'après le roman Falling Angel (en) de William Hjortsberg. L'acteur campe un personnage sinistre qui engage un détective privé joué par Mickey Rourke afin de retrouver un vétéran de la Seconde Guerre mondiale. Comme pour Brazil et Les Incorruptibles, l'acteur joue un personnage important avec peu de temps de présence, mais qui reste marquant grâce à l'interprétation de l'acteur,. À cette époque, plusieurs critiques reprochent à l'acteur de se combler dans ces « caméos »,.
En juillet, il se rend en Russie pour servir de président du jury du Festival international du film de Moscou 1987. Enfin, il sert de voix off pour le documentaire Dear America : Lettres du Viêt Nam de Bill Couturié, qui comprend la lecture de la part d'acteurs et d'actrices, de plusieurs lettres de soldats américain ayant fait la guerre du Viêt Nam.

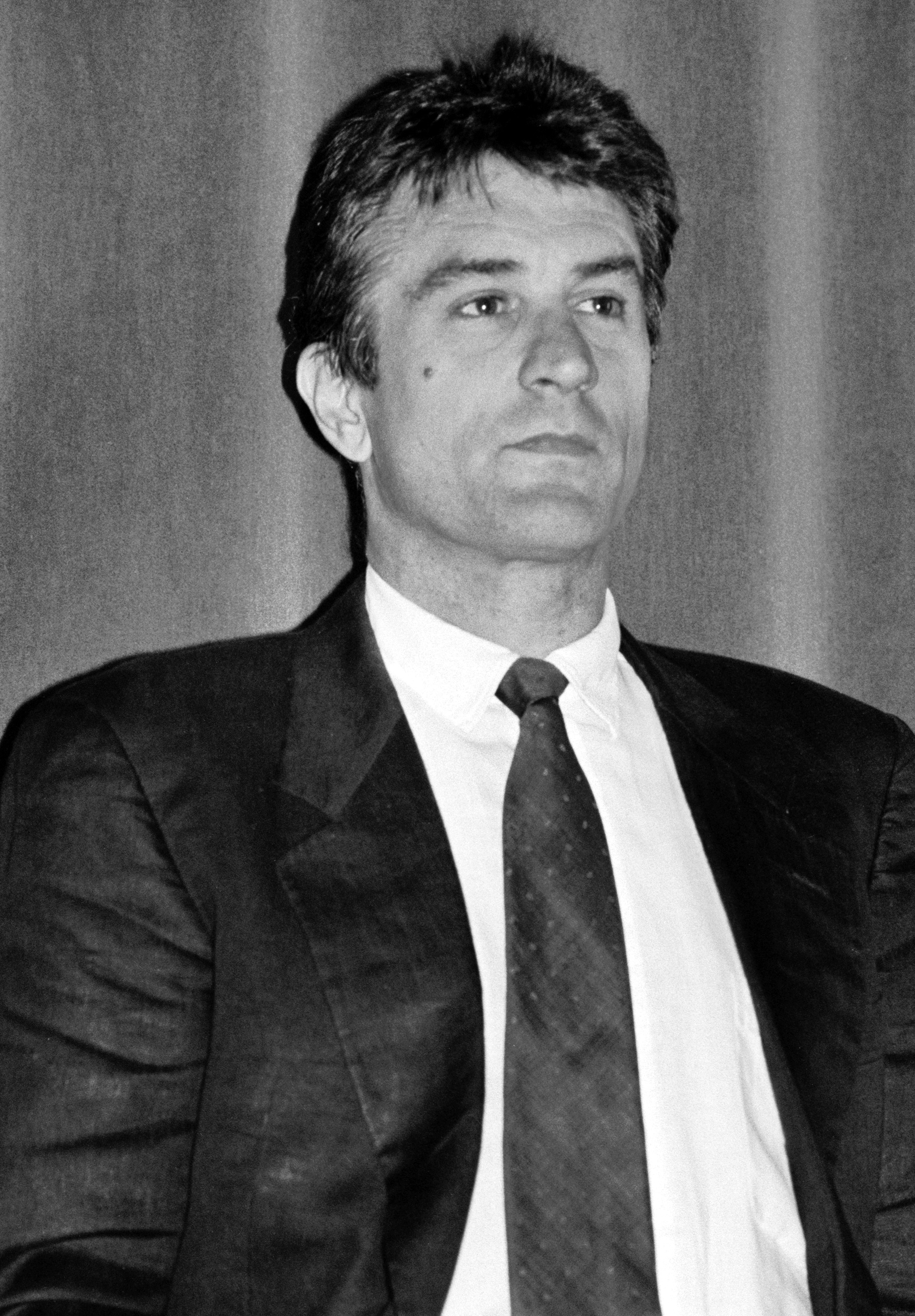
De Niro en 1988 au festival du film américain de Deauville.

En 1988, il entre dans le registre de la comédie pur jus, plus précisément le buddy movie, dans le culte Midnight Run de Martin Brest, qui sort fort du succès de son film Le Flic de Beverly Hills sorti 1984,. Avec George Gallo à l'écriture, l'acteur tient le rôle du chasseur de primes John Wesley « Jack » Walsh, qui doit ramener un ancien comptable de la mafia joué par Charles Grodin, ce dernier étant également traqué par le FBI, ladite mafia, ainsi qu'un autre chasseur de primes,. Durant la 46e cérémonie des Golden Globes, le film est nommé dans la catégorie meilleur film musical ou de comédie, tandis que De Niro reçoit une nomination dans la catégorie meilleur acteur dans un film musical ou une comédie. Le film connait également un certain succès commercial avec 81 000 000 $ de recette,.
En 1989, il tourne pour le britannique David Jones dans le drame Jacknife, écrit par Stephen Metcalfe (en). Il y joue de nouveau un vétéran de la guerre du Viêtnam, qui vient cette fois-ci en aide à un homologue perdu dans l'alcool qui est interprété par Ed Harris. Kathy Baker complète la distribution principale dans le rôle de la sœur d'Harris. La même année, il tourne pour l'Irlandais Neil Jordan qui l'amène à la comédie pure avec Sean Penn dans Nous ne sommes pas des anges (We're No Angels), qui constitue un rare échec pour cette décennie, âge d'or de sa carrière,.
Toujours la même année, il cofonde avec Jane Rosenthal sa société de production, Tribeca Productions, du nom de TriBeCa, le quartier de New York dans lequel il vit,. En 1989, ils fondent le TriBeCa Film Center,,. Le complexe comprend notamment une salle de 70 places pour les projections, un espace pour les répétitions, la production et le montage ou encore une salle de banquet. Se trouve également un restaurant dans lequel l'acteur a investi. The New York Times note à l'époque que si de nombreux acteurs sont devenus des producteurs, le projet de De Niro est inhabituel.
Les années 1990 s'annoncent moins constantes, mais encore riches en productions majeures.

### Confirmation et passage à la réalisation (années 1990)

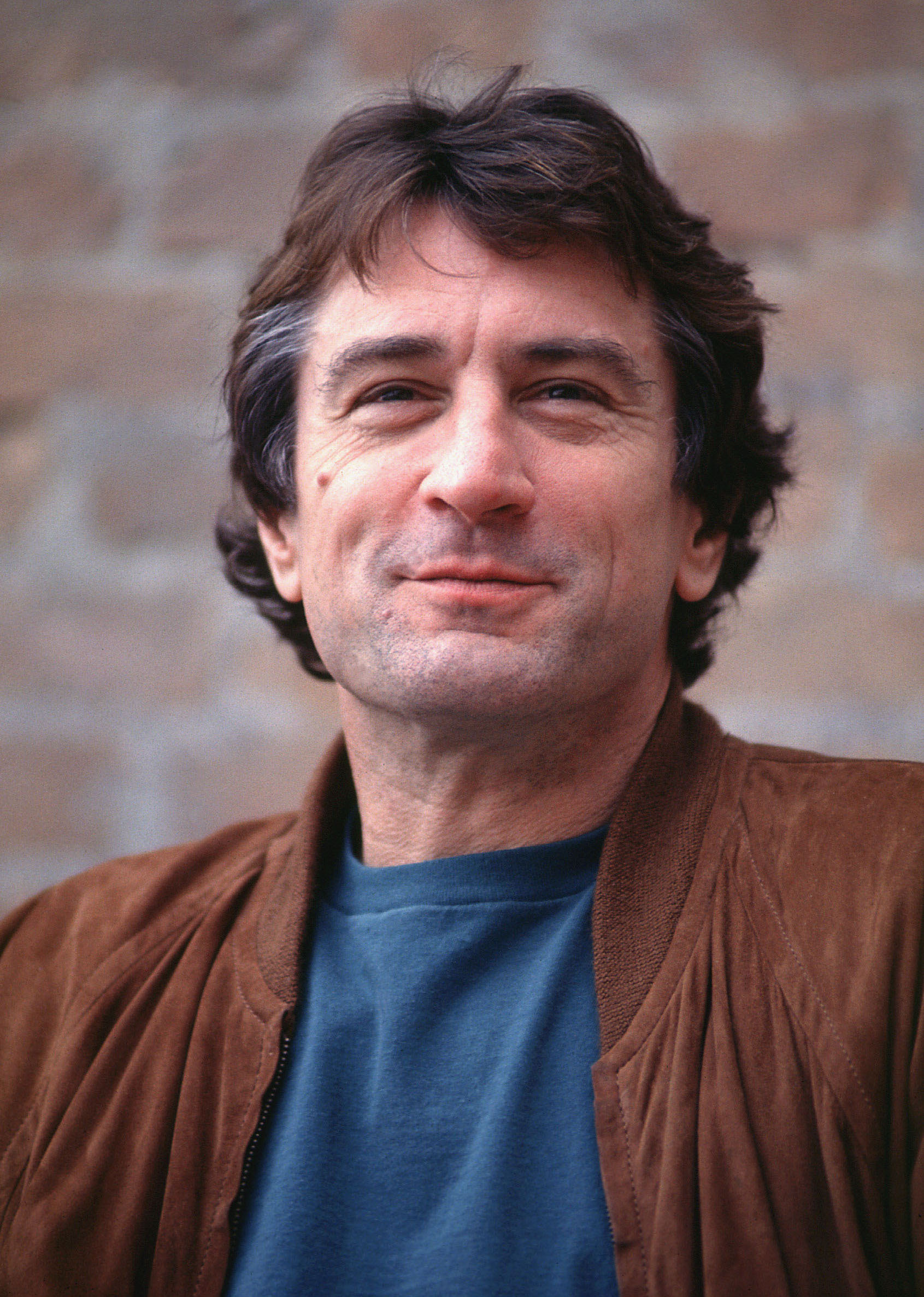
De Niro à la Mostra de Venise en 1990.

L'année 1990 marque ses retrouvailles avec Martin Scorsese pour leur sixième collaboration, Les Affranchis, un classique instantané,.
Adaptation du livre Wiseguy (en) de Nicholas Pileggi paru en 1985, le film narre la montée et la chute du mafieux Henry Hill et de son entourage entre 1955 et 1980,. Ce dernier est interprété par Ray Liotta, dont la prestation est considérée par beaucoup comme étant la meilleure de sa carrière, tandis que De Niro tient le rôle du mafieux Jimmy « the gent » Conway, qui devient un proche de Hill,. Son ami Joe Pesci qui tient le rôle de Tommy DeVito, complète le trio présent sur l'affiche du film, tandis que la distribution comprend également des performances de la part de Lorraine Bracco ou encore Paul Sorvino,.
Parallèlement, il continue à partager l'affiche avec des acteurs issus d'univers différents : Jane Fonda pour la romance Stanley & Iris, de Martin Ritt, cependant un échec critique ; et le drame L'Éveil, de Penny Marshall, avec Robin Williams,,. Basé sur les mémoires Awakenings (1973) d'Oliver Sacks, le film met en scène Robin Williams dans le rôle du Dr Malcolm Sayer, et De Niro dans le rôle d'un de ses patients dans un état cataleptique. La performance de ce dernier lui vaut une nomination dans la catégorie du Meilleur Acteur durant la 63e cérémonie des Oscars, le film étant quant à lui nommé dans les catégories du Meilleur Film et de la Meilleure adaptation,.
Dès 1991, il retrouve Scorsese dans Nerfs à vif (Cape Fear), remake du film du même nom de J. Lee Thompson sorti en 1962. De Niro joue l'antagoniste du film, un repris de justice abandonné par sa femme et sa fille, qui après 14 années de détention décide de harceler son avocat félon qui l'avait trahi (Nick Nolte), ainsi que sa famille également composée d'une femme et d'une fille. De Niro est notamment nommé à l'Oscar du meilleur acteur lors de la 64e cérémonie des Oscars.
Son aura lui permet ensuite de porter des projets risqués. Il est ainsi dirigé par Irwin Winkler dans deux drames noirs, le premier étant La Liste noire en 1991. L'acteur tient le rôle d'un réalisateur qui revient aux États-Unis durant la chasse aux communistes, causant la Liste noire de Hollywood. Le personnage s'inspire de John Berry. Il s'agit de la première réalisation du producteur Irwin Winkler, qui a notamment produit plusieurs films de Martin Scorsese, ce dernier apparait par ailleurs dans le film. Le film est très bien reçu et concourt pour la Palme d'or au Festival de Cannes 1991,,. Au sujet de la performance de l'acteur, Janet Maslin écrit dans The New York Times : « M. De Niro prend rarement des personnages […] relativement ordinaires que David Merrill […] Pourtant, l'humanité de ce personnage, qui est pleinement capturée dans la performance fine et touchante de M. De Niro, est ce qui rend sa crise de conscience si convaincante. »,. La seconde collaboration arrive l'année suivante avec La Loi de la nuit, adaptation du roman (en) Gerald Kersh paru en 1938, qui a également connu une adaptation par Jules Dassin en 1950 sous le titre Les Forbans de la nuit.
Il s'aventure aussi sur le terrain de la comédie dramatique avec Hollywood Mistress, de Barry Primus, puis Mad Dog and Glory, de John McNaughton,. Et en 1993, il participe au drame Blessures secrètes de Michael Caton-Jones, adaptation des mémoires de Tobias Wolff où il côtoie un jeune Leonardo DiCaprio.
Il s'aventure également sur des terrains inédits : en 1991, il tient un rôle secondaire dans la grosse production Backdraft, de Ron Howard dans laquelle se trouvent également Kurt Russell, William Baldwin, Scott Glenn, ou encore Donald Sutherland. Dans ce thriller d'action mettant en avant les sapeurs-pompiers du Chicago Fire Department, De Niro incarne un inspecteur du corps des pompiers qui enquête sur des incendies criminels. En 1994, il prête ses traits à la créature dans Frankenstein, de Kenneth Branagh, ce dernier s'octroyant quant à lui le rôle du Dr Victor Frankenstein.

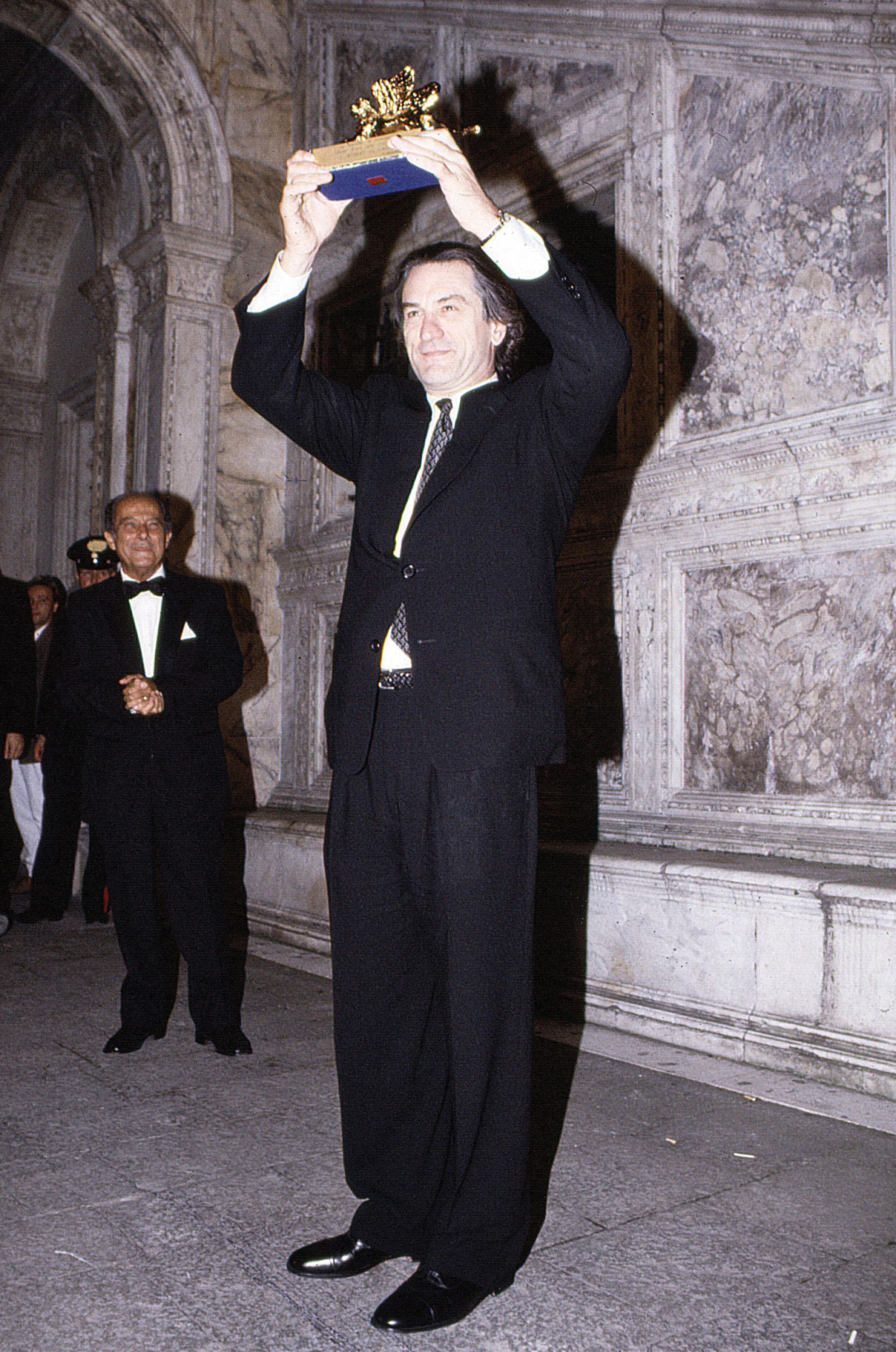
L'acteur montrant son Lion d'or pour l'ensemble de la carrière reçu durant la Mostra de Venise 1993.

Mais surtout, ce début de décennie est marqué par son passage derrière la caméra, pour le drame Il était une fois le Bronx, dans lequel il joue également. Le film est un récit initiatique sur un garçon italo-américain qui doit choisir entre côtoyer le crime organisé de son quartier dans le Bronx et suivre les valeurs de son père, chauffeur de bus incarné par De Niro lui-même. Chazz Palminteri, qui incarne le chef de la mafia locale, a créé A Bronx Tale (play) (en), la pièce dont le film est tiré, puisant dans son enfance pour l'écrire. Son ami Joe Pesci fait un caméo.
L'acteur revient en 2012 sur ce « véritable combat » : « Il faut beaucoup de temps pour le terminer, pour obtenir le financement, peu importe qui est dedans. C'est très, très ardu, une bataille intimidante et difficile. J'ai tellement de respect pour des gens comme Marty, ou tout réalisateur qui ne fait que diriger – toutes les batailles sur ceci et cela, tout le monde donne son opinion. Et vous devez les écouter. Parce qu'ils ont payé. […] Il y a une citation : Vous devez être en partie gangster. Vous devez vous battre pour ce que vous voulez. Vous devez écouter l'opinion de tout le monde, puis finalement à la fin de la journée, vous devez faire ce que vous pensez être juste »,.
Avant sa sortie dans les salles, le film est projeté à la Mostra de Venise 1993 ainsi qu'au Festival international du film de Toronto, y recevant un accueil des plus chaleureux,. Il en sera de même lors de sa véritablement sortie,,. Le critique Roger Ebert déclare : « Il était une fois le Bronx est un film très drôle parfois, et très touchant à d'autres moments. Il est rempli de vie, de personnages colorés et de grandes lignes de dialogue, tandis que De Niro, pour ses débuts en tant que réalisateur, trouve les bonnes notes alors qu'il passe du rire à la colère et aux larmes. Ce qui est important dans le film, c'est qu'il parle de valeurs. À propos de la façon dont certains garçons deviennent des hommes capables de se regarder dans le miroir le matin, et d'autres se contentent de suivre la foule, oubliant au bout d'un moment qu'ils n'ont jamais eu le choix. »,. Son traitement du racisme et de la violence est également apprécié,, Le film est dédié à Sammy Cahn ainsi qu'au père de Robert De Niro.
Après ce cycle lucratif, il retrouve Martin Scorsese pour la fresque Casino, huitième collaboration entre les deux hommes. Cette adaptation de près de 3 heures du roman Casino: Love and Honor in Las Vegas (en) de Nicholas Pileggi, met en scène l'acteur dans la peau de Sam « Ace » Rothstein, un dirigeant de casino à Las Vegas associé à la mafia et qui est inspiré de Frank Rosenthal,. Ce « western urbain » montre l'envers du décor de la ville du pêché et de l'empire du jeu, ainsi que la relation progressivement dégradante entre Rothstein et l'arnaqueuse Ginger, jouée par Sharon Stone, ainsi que celle avec son meilleur ami, incarné par Joe Pesci,,. Lorsque L'Express demande au cinéaste si après toutes ces années, De Niro arrive toujours à le surprendre, l'intéressé déclare : « Oui, et toujours dans le bon sens. Rothstein est un type sévère, froid, calculateur, brillant, qui ne laisse jamais ses émotions l'envahir. Il souffre d'ulcère. C'est le genre de gars qui vous vire parce que vous l'avez distrait en lui disant bonjour. Je me demandais comment Bob l'incarnerait. Il a passé beaucoup de temps avec Frank Rosenthal et l'a humanisé, comme il l'avait déjà fait pour Jake La Motta (Raging Bull) et Rupert Pupkin (La Valse des pantins) ». Le film est un nouveau succès critique et commercial,,,.
Mais cette année 1995 est aussi marquée par la sortie du polar urbain Heat, de Michael Mann. L'acteur est confronté pour la première fois à un autre acteur désormais iconique, Al Pacino, la paire étant décrite en 1995 dans un article de The New York Times comme étant « Deux des stars les plus formidables des deux dernières décennies »,. À noter que[style à revoir] s'ils sont crédités au générique de Le Parrain 2 en 1974, ils ne se croisent pas devant la caméra. Ainsi, le film met en scène la traque d'un lieutenant de police incarné par Al Pacino qui tente d'arrêter une bande de braqueurs de banque menée par Robert De Niro. Le film se consacre également à la vie privée des différents personnages. Une nouvelle fois, l'acteur fait tout pour se fondre dans son personnage, Mann déclarant que De Niro « voit le rôle comme une construction, travaillant incroyablement dur, détail par détail, construisant petit à petit le personnage, comme s'il était I. M. Pei »,. Le film est acclamé, plusieurs critiques applaudissent une longue scène de discussion entre les deux principaux acteurs,. En 2022, Vanity Fair dédie un article au sujet des deux acteurs durant la scène, expliquant qu'« en l’espace de quelques minutes, ils vont marquer l’histoire du cinéma. ».
Enfin, il tourne pour la française Agnès Varda, grand nom de la Nouvelle Vague, dans Les Cent et Une Nuits de Simon Cinéma.
En 1996, il enchaîne trois productions différentes. Ainsi il tient le rôle titre du thriller Le Fan de Tony Scott d'après le livre homonyme de Peter Abraham. L'acteur retrouve un nouveau rôle de psychopathe, en la personne de Gil Renard qui harcèle un joueur de baseball interprété par Wesley Snipes. Puis il est entouré de Dustin Hoffman, Jason Patric et Brad Pitt pour le drame judiciaire Sleepers, de Barry Levinson, qui marque sa première collaboration avec le cinéaste. Comme pour le roman sorti l'année d'avant, l'intrigue du film est sujette à controverse à cause de ses libertés prises par rapport aux véritables évènements. Il retrouve également Leonardo DiCaprio et Meryl Streep dans le drame Simples Secrets, où il se contente d'un rôle plus secondaire, celui d'un docteur.
En 1997, il enchaîne trois œuvres différentes. Ainsi, on peut le voir dans le crépusculaire Copland de James Mangold, porté par Sylvester Stallone. Il y tient le rôle d'un haut gradé des affaires internes qui tente d'arrêter les ripoux de la « terre de flics », menés par Harvey Keitel. Il demande de l'aide au shérif local de la ville, Freddy Heflin, incarné par Stallone. La large distribution comprend également son ancien partenaire de jeu Ray Liotta, mais aussi Robert Patrick, Annabella Sciorra, ou encore Michael Rapaport. Également, il retrouve Barry Levinson et Dustin Hoffman pour la comédie politique Des hommes d'influence (Wag the Dog), qu'il coproduit avec Jane Rosenthal. Le film connait une mise en lumière des plus improbables, puisqu'au moment de sa sortie éclate l'affaire Bill Clinton et Monica Lewinsky, l'œuvre et la réalité partageant de nombreuses similitudes. Le film récolte 64 000 000 $. Enfin, il fait partie de la distribution quatre étoiles réunie par Quentin Tarantino pour son polar Jackie Brown, hommage au courant de la blaxploitation avec Pam Grier dans le rôle titre. Dans un rôle secondaire, l'acteur tient le rôle d'un gangster « miteux » sortant de prison et qui retourne travailler pour son vieil ami et trafiquant d'armes, joué par Samuel L. Jackson.

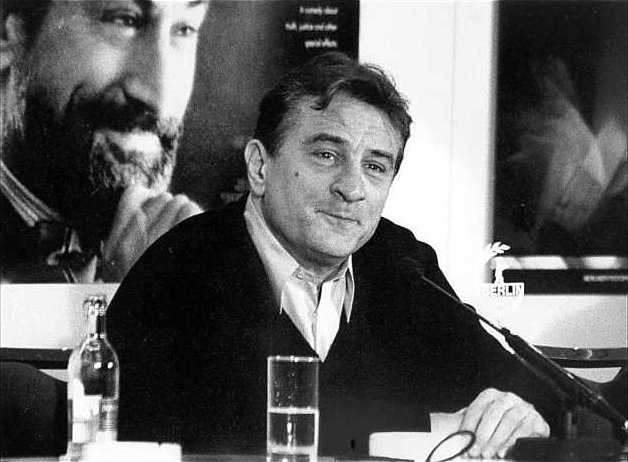
En 1998, à la conférence de presse berlinoise de Des hommes d'influence.

L'année 1998 marque un tournant. Il est dirigé par Alfonso Cuarón dans son second film américain, le polar De grandes espérances, d'après le roman de Charles Dickens. Janet Maslin déclare que l'acteur, qui incarne un condamné, donne « la performance Dickensienne la plus réussie du film ». Il tourne également dans le thriller d'action Ronin de John Frankenheimer. Il y joue un ancien membre de la CIA devenu mercenaire devant collaborer avec d'autres homologues respectivement incarnés par Jean Reno, Stellan Skarsgård, Sean Bean, Skipp Sudduth et Natascha McElhone. Cette dernière représente le client incarné par Jonathan Pryce. À l'instar du film, l'acteur reçoit de très bonnes critiques pour sa performance,,,.

### Virage comique (1999-2016)
Enfin, il entame le tournage d'une comédie annonçant le virage de la décennie, ainsi que le déclin de sa carrière, les bons rôles se faisant plus rares, tandis que ses films reçoivent pour la plupart des retours mitigés voire mauvais de la part de la presse ou des spectateurs,.
En effet, en 1999 sort Mafia Blues (Analyze This), mis en scène par le vétéran de la comédie Harold Ramis, et dont il partage l'affiche avec Billy Crystal. Ici, l'acteur s'autoparodie en incarnant un mafieux soudainement en proie à des crises d'angoisse et à des sursauts émotionnels, l'obligeant à voir un psychiatre incarné par Crystal. En parrain dépressif, il livre une interprétation comique surprenante, multipliant les références aux performances les plus emblématiques de sa carrière, ce qui lui vaut une nomination dans la catégorie du meilleur acteur dans un film musical ou une comédie durant la 57e cérémonie des Golden Globes,,. De Niro retrouve également Chazz Palminteri, principal antagoniste du film. Si le film reprend le concept de la série Les Soprano qui a débuté quelques semaines avant la sortie du film, plusieurs critiques mentionnent également Premiers Pas dans la mafia (The Freshman), montrant un Marlon Brando jouant de ses rôles de gangsters,. Le film glane 176 000 000 $ au box office. À partir de ce film, l'acteur va énormément jouer dans des comédies, continuant de parodier ses rôles de mafieux et de durs à cuire,.
La comédie dramatique Personne n'est parfait(e) (Flawless), de Joel Schumacher avec Philip Seymour Hoffman est un échec critique et commercial,,.
De même en 2000 avec le drame Les Chemins de la dignité de George Tillman Jr. qui déçoit la critique et qui n'est qu'un succès commercial modéré. Cependant, la comédie potache Mon beau-père et moi (Meet the Parents) connait un succès critique et commercial international, récoltant 330 000 000 $,,,. Le long-métrage réalisé par Jay Roach lui permet de jouer une nouvelle fois de son image, en interprétant un beau-père vétéran dur à cuire martyrisant un Ben Stiller faisant son numéro de souffre-douleur,. Lors de la 58e cérémonie des Golden Globes, il est une nouvelle fois nommé dans la catégorie du meilleur acteur dans un film musical ou une comédie.
Il connaît ensuite une série d'échecs commerciaux : en 2001 le thriller 15 minutes de John Herzfeld est un flop, tout comme en 2002 la satire Showtime de Tom Dey, pour laquelle il partage l'affiche avec Eddie Murphy. Quant au drame Père et Flic, pour lequel il retrouve Michael Caton-Jones, il passe inaperçu. La suite de Mafia Blues, Mafia Blues 2, connaîtra le même sort avec seulement 55 000 000 $ pour un budget de 60 000 000 $,.
Seul parvient à émerger le film de braquage The Score de Frank Oz, dont il partage l'affiche avec Edward Norton et Marlon Brando,. L'acteur joue un cambrioleur sur le point de prendre sa retraite, tandis que Brando tient le rôle du receleur et ami de longue date de son personnage, qui lui propose un dernier coup, dans lequel participe un novice joué par Norton. Le film marque la première collaboration entre De Niro et Brando, le premier jouant dans Le Parrain 2 (1974) une version plus jeune du personnage du second qui apparait dans Le Parrain (1972). Quant au jeune Norton, il est impressionné par le travail d'acteur de De Niro, qui l'inspire à en faire de même pour appréhender son personnage : « Bob… est tout simplement génial […] Il est sérieux et méticuleux et il a maintenu un niveau de discipline incroyablement impressionnant dans son approche du travail après tant d'années »,.
Parallèlement, il cofonde en 2002 le Festival du film de Tribeca avec Jane Rosenthal et Craig Hatkoff (en). Dans les cartons depuis plusieurs années, le festival est une réponse aux attentats du 11 septembre 2001 servant à soutenir le quartier new-yorkais de Tribeca comme le déclare Jane Rosenthal : « On avait toujours une excuse pour retarder le festival […] et là on s'est dit : il faut le faire, montrer que tout le quartier vit encore et peut créer des événements artistiques, attirer des gens. ».
Par la suite, il se met donc en retrait : en 2004, il intègre les distributions chorales du film fantastique Godsend, expérience interdite de Nick Hamm, et Le Pont du roi Saint-Louis de Mary McGuckian. Ces deux films déçoivent au box-office. Il accepte tout de même de retrouver son rôle désormais culte de Jack Byrnes pour la suite Mon beau-père, mes parents et moi (Meet the Fockers), qui lui permet de retrouver Dustin Hoffman dans le rôle de l'autre beau-père. Si les critiques ne suivent pas, le public répond présent, permettant au film de récolter 522 000 000 $,,. Enfin, l'acteur se lance dans l'animation en participant au film Gang de requins (Shark Rale) du studio DreamWorks Animation. Dans cette parodie aquatique des films de gangsters, l'acteur prête sa voix au grand requin blanc Don Lino, un chef de la mafia dont l'un des fils meurt, apprenant par la suite qu'un certain Oscar, joué par Will Smith, se targue d'être le responsable. Ce dernier est le protagoniste du film, tandis que la distribution secondaire comprend également les performances d'Angelina Jolie, Renée Zellweger, Jack Black, Michael Imperioli, mais également de Martin Scorsese. Si le film reçoit des critiques mitigées, il récolte 374 000 000 $ de recette ainsi qu'une nomination à l'Oscar du meilleur film d'animation durant la 77e cérémonie des Oscars,,.

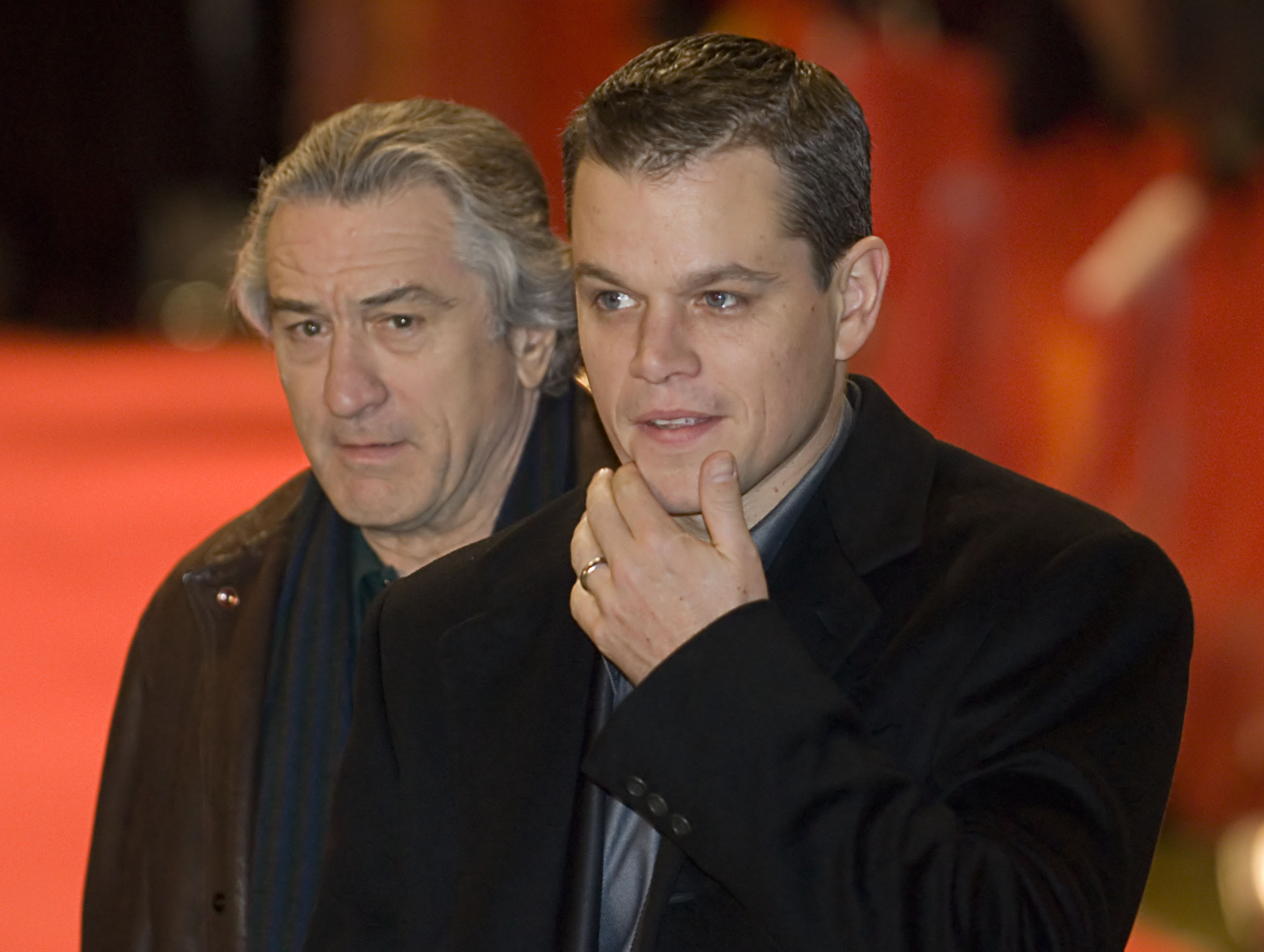
En février 2007, à la première allemande de Raisons d'État, aux côtés de Matt Damon.

En 2005, il joue dans le thriller fantastique Trouble Jeu de John Polson. Dans ce projet qui est initialement prévu pour être dirigé par Albert Hughes, l'acteur incarne le père de la jeune Dakota Fanning qui doit gérer la réaction de cette dernière après la mort de sa mère. Le film est éreinté par la critique,,.
L'année suivante, sa seconde tentative de réalisation est moins convaincante, sur le plan critique comme commercial,,. Ainsi, il dirige l'ambitieux drame historique sur fond d'espionnage Raisons d'État (The Good Shepherd), écrit par Eric Roth. Le film lui donne néanmoins la possibilité de diriger Matt Damon, Angelina Jolie, ou encore William Hurt. De Niro s'octroie également un rôle dans le film, tandis que Joe Pesci sort de sa retraite pour apparaitre dans le film de son ami.
Il participe également au film Arthur et les Minimoys du français Luc Besson, qui a la particularité de mélanger des scènes en prise de vues réelles et en animation. Le film est une adaptation des romans Arthur et les Minimoys de Besson et de Céline Garcia. Il s'agit également d'une nouveauté dans le secteur d'animation français, puisque le budget atteint les 65 000 000 €. Le film met en scène Freddie Highmore et Madonna dans les principaux rôles, tandis que De Niro interprète vocalement le père de cette dernière, qui s'avère être le roi du royaume souterrain dans lequel vivent les créatures. La distribution secondaire est notamment complétée par David Bowie et Mia Farrow, ou encore par ses anciens camarades Chazz Palminteri et Harvey Keitel. Malgré cette distribution, le film est peu apprécié à l'international, mais est sauvé par la presse française,,,,. Enfin, il joue son propre rôle dans le sixième épisode de la deuxième saison de la sitcom britannique Extras de Ricky Gervais et Stephen Merchant.
Son seul projet de 2007 est le film de fantasy Stardust de Matthew Vaughn, d'après le roman homonyme de Neil Gaiman. Le film est porté par la révélation Charlie Cox ainsi que par Claire Danes, Robert De Niro tenant un rôle secondaire, comme Michelle Pfeiffer. L'acteur campe le capitaine Shakespeare, un pirate des cieux efféminé,. Le film reçoit globalement des bonnes critiques et récolte 137 000 000 $ pour un budget de 70 000 000 $,,.
Au début de l'année, les cinéphiles sont aux anges après avoir appris l'annonce d'un nouveau projet réunissant De Niro et Al Pacino, près de quinze après Heat. Sous la direction de Jon Avnet, les deux anciens opposants forment ici un duo de policiers à la poursuite d'un tueur en série dans le thriller policier La Loi et l'Ordre (Righteous Kill) qui sort en 2008. Malgré l'engouement, le film est un échec critique et commercial. Il en est de même pour ses retrouvailles avec Barry Levinson qui passent inaperçues : la satire indépendante Panique à Hollywood (What Just Happened) sort dans un circuit limité de salles, malgré sa projection durant le Festival de Cannes 2008,,. Le film adapte le livre What Just Happened? Bitter Hollywood Tales from the Front Line du célèbre producteur Art Linson, avec De Niro dans un rôle inspiré de ce dernier. Le rôle peut faire écho à l'acteur et sa propre carrière, les deux cherchant à rebondir après plusieurs échecs successifs.
Fin 2009, il s'aventure de nouveau dans le rôle d'un patriarche dépassé pour la comédie dramatique Everybody's Fine de Kirk Jones. Ce remake du film italien Ils vont tous bien ! est un nouvel échec,.
En 2010, il revient également conclure la trilogie Mon beau-père, avec Mon beau-père et nous (Little Fockers), cette fois mise en scène par Paul Weitz. Si le film est considéré comme un succès commercial avec ses 310 000 000 $ de recette, ce troisième volet est l'opus ayant réalisé le plus faible score au box office, d'autant plus que les retours des critiques sont catastrophiques,,,. Il participe également au film d'exploitation et d'action Machete de Robert Rodriguez et Ethan Maniquis. Ce film est à l'origine une fausse bande annonce présente avec d'autres dans le diptyque Grindhouse de 2007, ce dernier comprenant les films Boulevard de la mort de Quentin Tarantino et Planète Terreur de Robert Rodriguez. Dans le film qui comprend une large distribution, De Niro incarne le sénateur John McLaughlin opposé à Isador « Machete » Cortez (en), incarné par Danny Trejo,. Le film de procès Stone, de John Curran, marquant ses retrouvailles avec Edward Norton ainsi que la présence de Milla Jovovich, est un autre échec cuisant au box-office,.

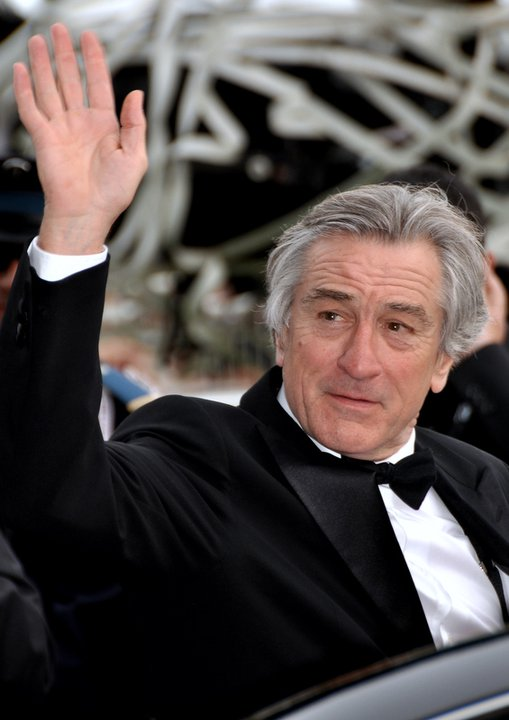
L'acteur au Festival de Cannes 2011.

Son année 2011 poursuit sur cette lancée comme le montre le thriller d'action Killer Elite, avec Jason Statham et Clive Owen, qui est un nouvel échec critique et commercial,,. Sa participation à la comédie romantique chorale Happy New Year, de Garry Marshall, est couronnée par un succès commercial de 142 000 000 $, mais une défection critique quasi-totale,. Il accepte de tenir un second rôle de luxe dans le thriller de science-fiction Limitless, de Neil Burger, rare bouffé d'air frais dans un début de décennie compliqué. Le film est porté par Bradley Cooper et met en scène ce dernier dans le rôle d'un écrivain souffrant du syndrome de la page blanche et qui découvre un produit pharmaceutique lui permettant de considérablement améliorer ses capacités intellectuelles. De Niro campe quant à lui le rôle du redoutable homme d'affaires Carl Van Loon, qui comprend rapidement le potentiel du jeune homme et l'engage pour mener à bien une fusion. Le film reçoit des critiques acceptables sans pour autant susciter de l'exaltation,. Le film récolte 161 000 000 $ de recette. Enfin, il apparait dans la comédie romantique italienne L'amour a ses raisons (Manuale d'amore 3) de Giovanni Veronesi, troisième volet d'une trilogie faisant suite à Leçons d'amour à l'italienne (2005) et Leçons d'amour à l'italienne 2 (2007). Le film dépeint trois histoires d'amour, De Niro étant au centre de l'une d'elles avec l'actrice Monica Bellucci. Côté télévision, l'acteur fait de nouveau un bref passage dans son propre rôle dans le douzième épisode de la cinquième saison de la sitcom 30 Rock.
Malgré ce déclin critique, il reste un acteur respecté : en janvier 2011, il reçoit un Cecil B. DeMille Award aux Golden Globes, qui récompense l'ensemble de sa carrière. En mai, il préside le jury de la 64e édition du Festival de Cannes, vingt-quatre ans après avoir été président du jury du 15e festival international du film de Moscou (1987).

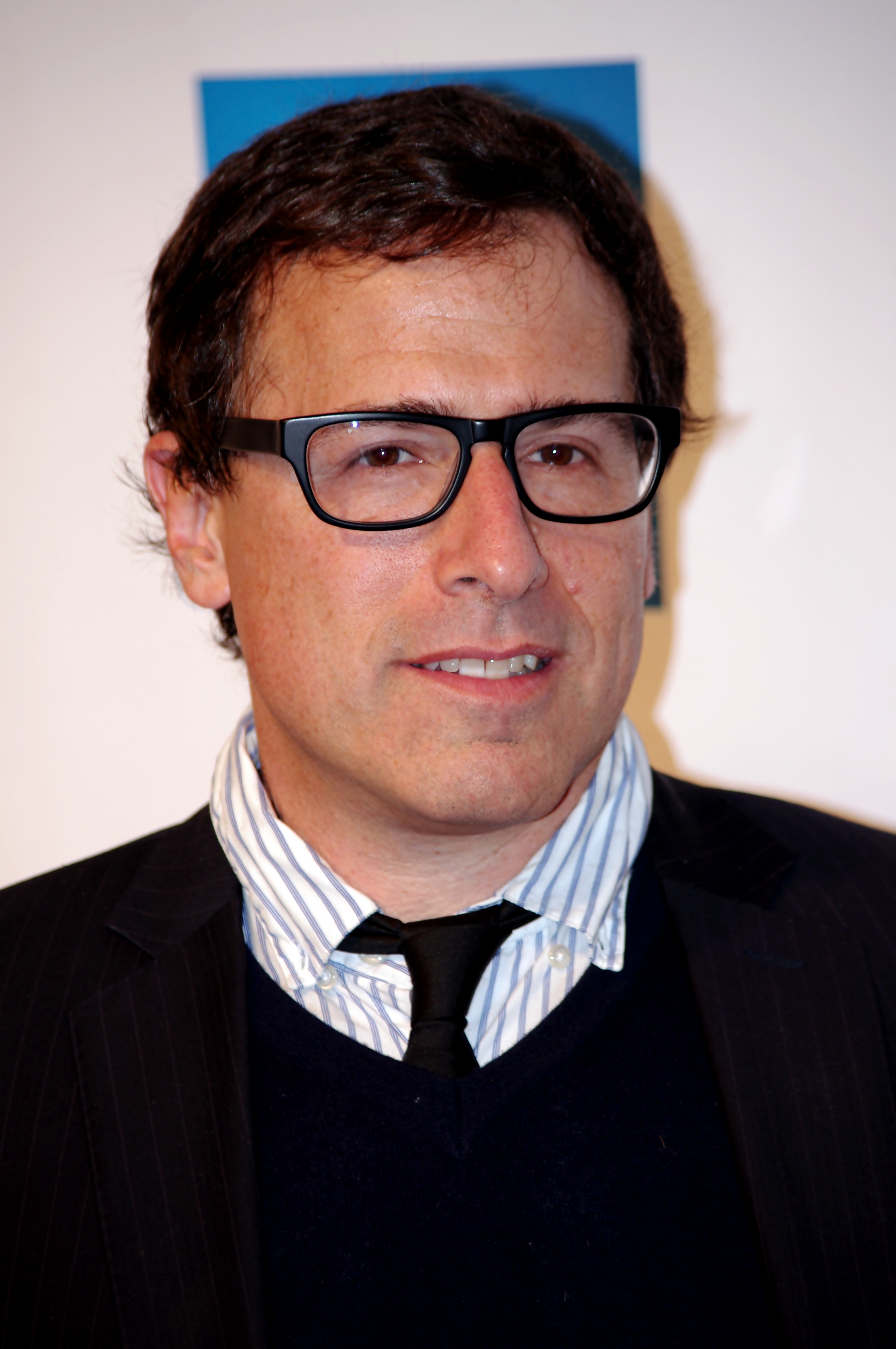
Avec des seconds rôles dans Happiness Therapy (2012) et Joy (2015), sa collaboration avec le cinéaste David O. Russell lui permet d'avoir quelques bouffées d'air durant les années 2010.

L'année 2012 marque le début d'une collaboration avec le cinéaste David O. Russell qui lui permet de regagner les faveurs de la critique.
En effet, en 2012 il tourne dans la comédie dramatique Happiness Therapy (Silver Linings Playbook), d'après le roman The Silver Linings Playbook (en) de Mattjew Quick paru en 2008. Il seconde le tandem formé par la révélation Jennifer Lawrence et Bradley Cooper avec qui il avait joué l'année d'avant. L'intrigue démarre avec ce dernier qui retourne chez ses parents, incarnés par De Niro et Jacki Weaver, après être sorti d'un hôpital psychiatrique à cause d'un trouble bipolaire. Son rôle est accueilli comme une renaissance artistique,. Le film reçoit huit nominations pour la 85e cérémonie des Oscars, dont dans les quatre catégories propre aux acteurs et actrices, une première en 31 ans,. Ainsi, l'acteur décroche une nomination à l'Oscar du meilleur acteur dans un second rôle, plus de vingt ans après Les Nerfs à Vif,.
Parallèlement, l'acteur apparait dans trois autres films. Il retrouve Paul Weitz qui lui donne le rôle titre du drame Monsieur Flynn (Being Flynn), d'après les mémoires Another Bullshit Night in Suck City (en) de Nick Flynn. Son personnage, devenu sans domicile fixe, se considère comme un des plus grands écrivains d'Amérique et retrouve dans un hébergement de sans domicile fixes son fils, joué par Paul Dano, qui a passé sa vie à étendre la légende que serait son père absent depuis des années. Bien que le film rencontre un accueil mitigé, le critique Anthony Oliver Scott déclare dans le The New York Times que sa performance « rappelle à quel point M. De Niro peut être un acteur ingénieux, imprévisible et subtil »,,. Le thriller surnaturel Red Lights de l'espagnol Rodrigo Cortés, qui le voit jouer un médium, convainc encore moins malgré sa distribution alléchante portée par Sigourney Weaver et Cillian Murphy,. Enfin, le thriller d'action Unités d'élite (Freelancers) de Jessy Terrero (en), qui le voit partager l'affiche avec 50 Cent et Forest Whitaker, subit le même sort,.

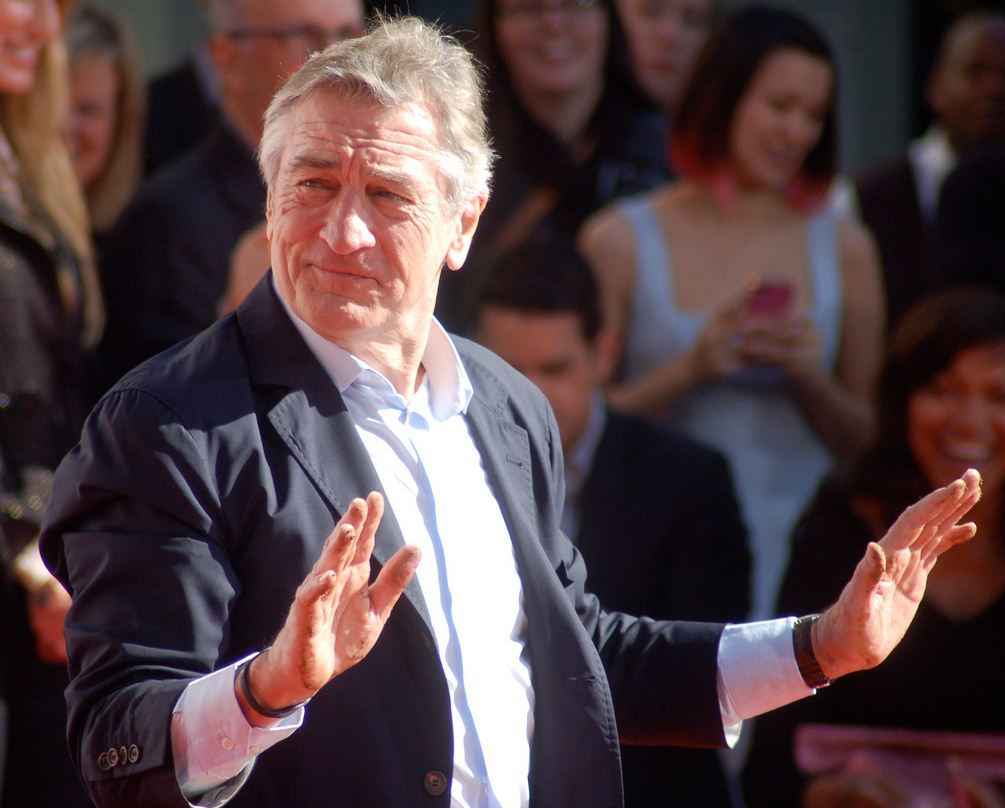
L'acteur en 2013.

L'année 2013 est marquée par la sortie de plusieurs films, comme la comédie dramatique Un grand mariage, de Justin Zackham. Il y joue un patriarche le temps du mariage de son fils Ben Barnes avec Amanda Seyfried. L'acteur joue également aux côtés de Diane Keaton qui joue son ex-femme, Susan Sarandon qui joue sa compagne, de nouveau Robin Williams qui tient le rôle du prêtre, mais également Katherine Heigl et Topher Grace. Le film est un flop,. L'acteur revient au thriller d'action avec Face à face, de Mark Steven Johnson, qui l'oppose à John Travolta. Un autre flop critique et commercial,. Il joue aussi un parrain de la mafia réfugié avec sa famille en Normandie grâce au programme fédéral des États-Unis pour la protection des témoins dans la comédie d'action Malavita, réalisée par le français Luc Besson et produite par Martin Scorsese. Il tourne avec Michelle Pfeiffer qui joue sa femme ainsi qu'avec Tommy Lee Jones qui incarne l'officier de police chargé de la famille. Le film n'est pas soutenu pas les critiques et récolte 78 000 000 $ pour un budget de 30 000 000 $,. Dans la comédie dramatique Last Vegas, réalisée par Jon Turteltaub, il côtoie d'autres « vétérans » du cinéma américain : Michael Douglas, Morgan Freeman et Kevin Kline. Le film reçoit des critiques mitigées, mais arrive à récolter 134 000 000 $,,. La fin d'année lui permet de former un duo de vieux boxeurs avec Sylvester Stallone dans Match retour, de Peter Segal. Outre les retrouvailles entre les deux acteurs plus de 15 ans après Copland, le film est également l'occasion de voir s'affronter les interprètes de Jake LaMotta et de Rocky Balboa. Malgré l'affiche alléchante, le film se prend un revers de la part des critiques, ainsi que du public, le film effleurant les 45 000 000 $ de recette, pour un budget de 40 000 000 $,,. Enfin, O'Russell continue à le diriger dans son prochain projet en lui donnant le petit rôle non crédité d'un mafieux dans la satire American Bluff (American Hustle).
En 2014 , il joue aussi dans un thriller de série B, L'Instinct de tuer, porté par John Cusack et Rebecca Da Costa (en), d'après le roman The Cat: A Tale of Feminine Redemption (1999) de Marie-Louise von Franz. Il participe également au documentaire sur son père de la chaîne HBO, titré Remembering the Artist Robert De Niro Sr..
| Vidéo externe |                                                                                         |
|               | Court métrage Ellis de JR mettant en scène l'acteur. Compte officiel de JR sur YouTube) |

En 2015, l'acteur retrouve le succès critique et commercial en jouant de nouveau d'une alchimie paternelle avec une jeune actrice : il accompagne Anne Hathaway dans la comédie Le Nouveau Stagiaire, écrite et réalisée par Nancy Meyers. L'acteur septuagenaire joue le rôle d'un retraité veuf, qui lassé par sa situation, décide de reprendre un travail et devient stagiaire dans une entreprise de vente de vêtements par Internet, dirigée par Anne Hathaway, une patronne inexpérimentée et accaparée par sa position. Dans ce choc des générations, l'acteur retrouve la valeur sûre Rene Russo, qui joue une masseuse. Le long-métrage connait un joli succès commercial, récoltant 194 000 000 $ pour un budget de 35 000 000 $.
Il retrouve Russel pour le biopic Joy sur Joy Mangano, inventrice du balai-serpillière auto-essorant Miracle Mop, avec Jennifer Lawrence dans le rôle-titre. L'acteur campe le père de cette dernière, ce qui lui permet d'hériter d'une partition plus développée par rapport au dernier film du réalisateur.
Mais la même année, il joue dans le film de casse Bus 657 (Heist), face à Jeffrey Dean Morgan,. Enfin, l'acteur prend part à deux courts-métrages. Il est la vedette fantomatique du court métrage Ellis (en) du français JR avec Eric Roth à l'écriture. Tourné à l'hôpital d'Ellis Island, l'œuvre traite de l'immigration aux États-Unis. Le second court métrage est The Audition (en), qui marque ses retrouvaille avec Scorsese vingt ans après Casino. Jouant son propre rôle, l'acteur côtoie Leonardo DiCaprio, acteur fétiche du cinéaste durant les années 2000 et 2010, avec qui De Niro est crédité au générique de Blessures secrètes en 1993 et de Simples Secrets en 1996.
Il ne renonce pas pour autant à des projets plus ambitieux : en avril 2015, il annonce ainsi qu'il va incarner le rôle du constructeur automobile Enzo Ferrari, dans un film qu'il va coproduire et qui pourrait intéresser Clint Eastwood pour assurer la mise en scène. Mais en août de la même année, Michael Mann est annoncé à la réalisation d'un projet similaire, avec Christian Bale dans le rôle-titre. Le projet n'avance pas.

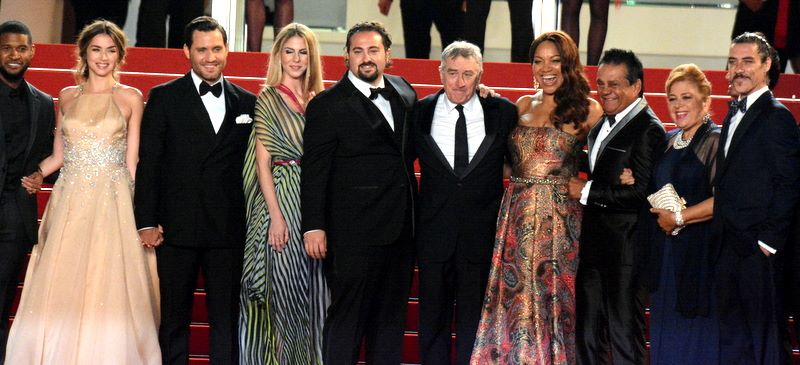
L'acteur avec l'équipe du film Hands of Stone au Festival de Cannes 2016.

En 2016, il renoue avec la comédie potache en tenant le rôle-titre de Dirty Papy (Dirty Grandpa), face à la vedette des adolescents Zac Efron, tous deux accompagnés par les seconds couteaux encore peu aiguisés, Aubrey Plaza et Zoey Deutch, et d'autres plus expérimentés comme Danny Glover dans le rôle d'un ami de son personnage. Si le film récolte entre 94 000 000 $ et 105 000 000 $ pour un budget de 11 000 000 $-25 000 000 $, il est surtout décrit par de nombreuses critiques comme le pire film de l'année et de la carrière de l'acteur,,,,. Robert De Niro revient aussi vers l'univers de la boxe pour Hands of Stone, de Jonathan Jakubowicz. Délaissant exceptionnellement les gants, il prête ses traits au légendaire entraineur Ray Arcel, face à Édgar Ramírez qui incarne son élève Roberto Durán. Afin de rendre hommage à l'acteur, le film est présenté au Festival de Cannes 2016. Enfin, il est la tête d'affiche de la comédie dramatique The Comedian, de Taylor Hackford. L'acteur campe un humoriste condamné à du travail d'intérêt général après une altercation avec un membre du public. S'il a pour partenaires Leslie Mann, Danny DeVito ou encore Edie Falco, l'acteur retrouve également d'anciens partenaires, Harvey Keitel, Charles Grodin ou encore Billy Crystal. Si certaines personnes s'attendent à voir l'acteur dans un rôle similaire à celui de La Valse des pantins, le magazine Variety compare plutôt le film à Panique à Hollywood, une autre satire de l'acteur qui n'a pas rencontré un bon accueil. Globalement, le film est très mal reçu,.

### Regain critique partiel (depuis 2017)
Suivant l'exemple de son ami Al Pacino qui a rencontré un certain succès avec les téléfilms La Vérité sur Jack (2010) et Phil Spector (2013), Robert De Niro retrouve une nouvelle fois le réalisateur Barry Levinson qui lui donne le premier rôle du téléfilm The Wizard of Lies, diffusé en 2017 sur la chaine HBO,. Il y prête ses traits à l'homme d'affaires Bernard « Bernie » Madoff, et retrouve Michelle Pfeiffer comme partenaire de jeu. L'acteur est nommé dans plusieurs cérémonies, dont dans la catégorie du meilleur acteur dans une mini-série ou un téléfilm durant la 69e cérémonie des Primetime Emmy Awards et dans la même catégorie durant la 75e cérémonie des Golden Globes,. Il remporte le Satellite Award du meilleur acteur dans une mini-série ou un téléfilm durant la 22e cérémonie des Satellite Awards.
En 2019 pour la caméra de Todd Phillips, il joue un rôle secondaire dans l'acclamé Joker, porté par Joaquin Phoenix dans le rôle du personnage de DC Comics, le Joker. Tenant le rôle de Murray Franklin, un présentateur de talk-shows, son personnage fait écho à celui de Jerry Lewis dans la La Valse des pantins, film dont De Niro tenait le rôle principal. Véritable triomphe au box-office mondial (plus d'un milliard de dollars de recettes), il bénéficie de critiques élogieuses,,,,,,,.
Pour avoir incarné Robert Mueller aux côtés d'Alec Baldwin grimé en Donald Trump dans divers épisodes de l'émission Saturday Night Live, il reçoit une nomination aux Emmy Awards dans la catégorie du meilleur invité dans une série télévisée comique. Avec Oprah Winfrey ou encore Ava DuVernay, il est un des producteurs de la mini-série Dans leur regard (When They See Us), d'après l'affaire de la joggeuse de Central Park survenue en 1989.
The Irishman, film de gangsters tiré du roman I Heard You Paint Houses, marque sa neuvième collaboration dans un long métrage avec Martin Scorsese près de 25 ans après Casino (1995),. Pour ce qui est des acteurs, De Niro, qui prête ses traits à Frank « The Irishman » Sheeran, retrouve 11 ans après La Loi et l'Ordre Al Pacino, dans le rôle de Jimmy Hoffa, Harvey Keitel, mais surtout Joe Pesci qui sort exceptionnellement de sa retraite,,. Le film qui devient au passage le plus long film du cinéaste avec une durée de 210 minutes, est acclamé,.
Sortant fort de ces deux succès critiques, l'acteur ne parvient pourtant pas à persévérer dans sa lancée et connait deux années compliquées. Ainsi, il déclare la guerre au tout jeune Oakes Fegley dans la comédie Mon grand-père et moi (The War with Grandpa) de Tim Hill, avec la présence d'Uma Thurman, Jane Seymour ou encore Christopher Walken. La même année, il est un des trois noms de la comédie Arnaque à Hollywood de George Gallo. Il y tient le rôle d'un producteur de cinéma qui tente d'assassiner durant un tournage la vedette de son nouveau film joué par Tommy Lee Jones, afin de rembourser un mafieux joué par Morgan Freeman.

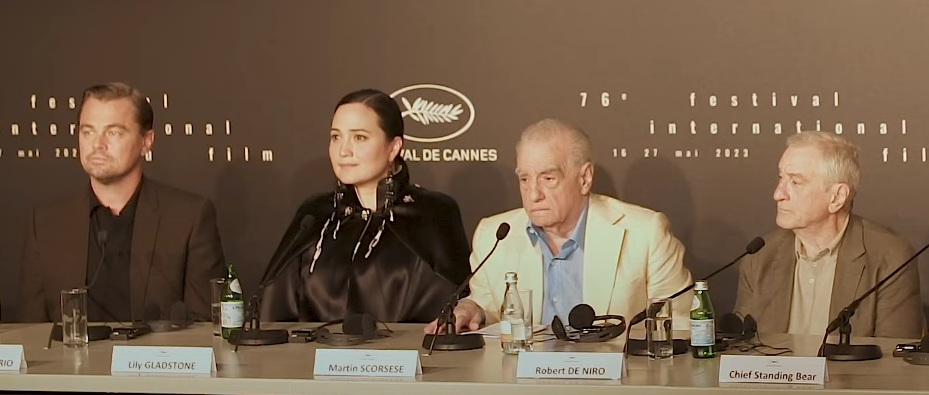
L'acteur avec Leonardo DiCaprio, Lily Gladstone et Martin Scorsese lors d'une conférence de presse organisée durant le Festival de Cannes 2023.

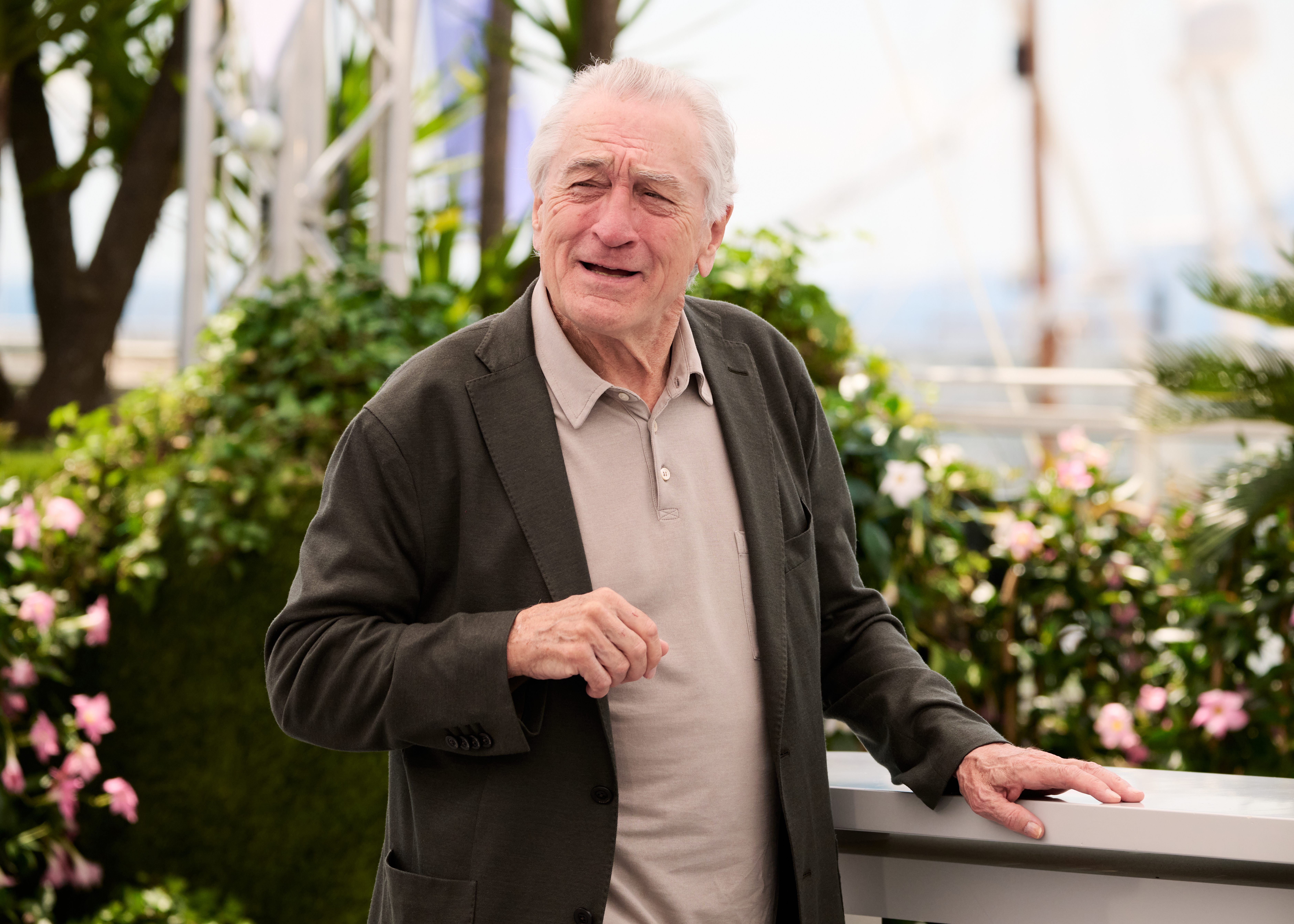
Robert De Niro lors d'une séance photo pendant le Festival de Cannes 2025.

En fin d'année 2022, il tourne pour la quatrième fois avec David O. Russell, qui lui donne le rôle secondaire du général Gil Dillenbeck dans le film Amsterdam, qui comprend une large distribution portée par le trio Christian Bale, Margot Robbie et John David Washington. Le film est un important échec critique et commercial,,. Durant la même période, il apparait également dans la peau d'un shérif dans le thriller d'action Lavé par le sang (Savage Salvation) de Randall Emmett, passé inaperçu malgré la présence de Jack Huston et John Malkovich à ses côtés.
En mai 2023, l'acteur apparait dans la comédie Mon père et moi (About My Father) de Laura Terruso. Le film écrit par Sebastian Maniscalco (en) et Austen Earl s'inspire de la relation père-fils de ce premier, qui partage par ailleurs l'affiche du long métrage avec De Niro. Une nouvelle fois, la critique ne prend pas part à la blague,.
Le film Killers of the Flower Moon lui permet de retrouver Scorsese et Leonardo DiCaprio, huit ans après The Audition (en),. Le film se base sur le roman Killers of the Flower Moon: The Osage Murders and the Birth of the FBI (en) de David Grann, qui relate les meurtres des Indiens Osage. De Niro est annoncé dans le rôle de l'éleveur William Hale (en), considéré comme un des principaux suspects du FBI. Le film connait une sortie limitée le 6 octobre, avant de sortir dans les salles américaines le 20 octobre, puis sur la plateforme Apple TV+ à une date indéterminée. Le film est présenté en avant-première au festival de Cannes 2023 et reçoit d'excellentes critiques, à l'instar de l'acteur,,
Le 9 octobre 2023 aux États-Unis, il rejoint Rose Byrne et Whoopi Goldberg dans le film indépendant Ezra, qui obtient des critiques élogieuses. Le récit est présenté en avant-première mondiale au festival international du film de Toronto 2023 le 9 septembre 2023,.
Le 13 mai 2025, lors de la cérémonie d'ouverture du 78ᵉ Festival de Cannes, il reçoit la Palme d'honneur des mains de Leonardo DiCaprio,,. Dans son discours, Robert De Niro appelle à lutter « d'arrache-pied pour défendre la démocratie que nous considérions toujours comme acquise » face à un Donald Trump qu'il qualifie d'« inculte ». Ce discours qui était censé rememoré sa carrière est alors très critiqué,,.

### Vie privée
D'origine italienne par son père, il devient citoyen italien en 2006,.

#### Famille

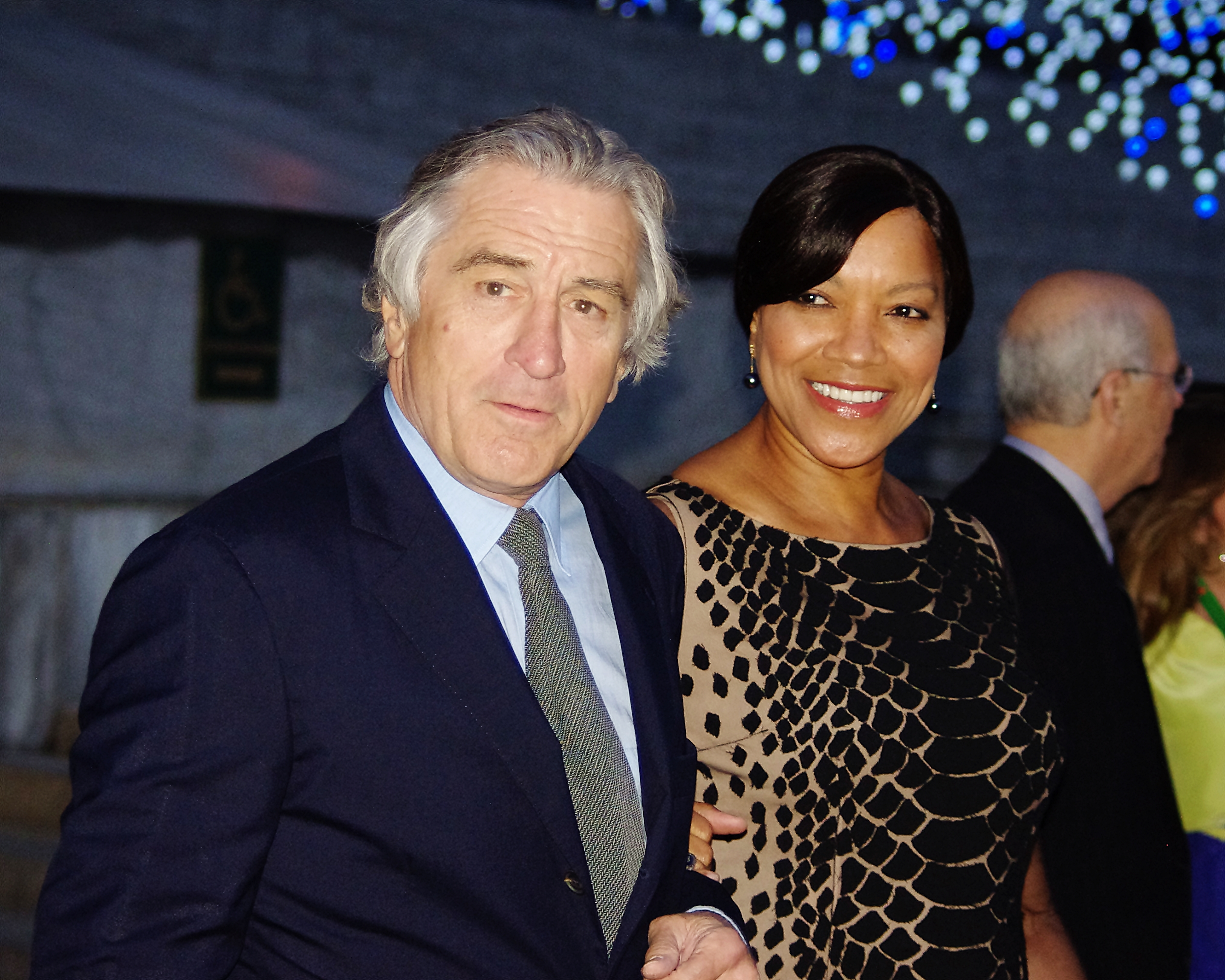
Robert De Niro au côté de son épouse de l’époque, Grace Hightower, en avril 2012, lors du festival du film de Tribeca.

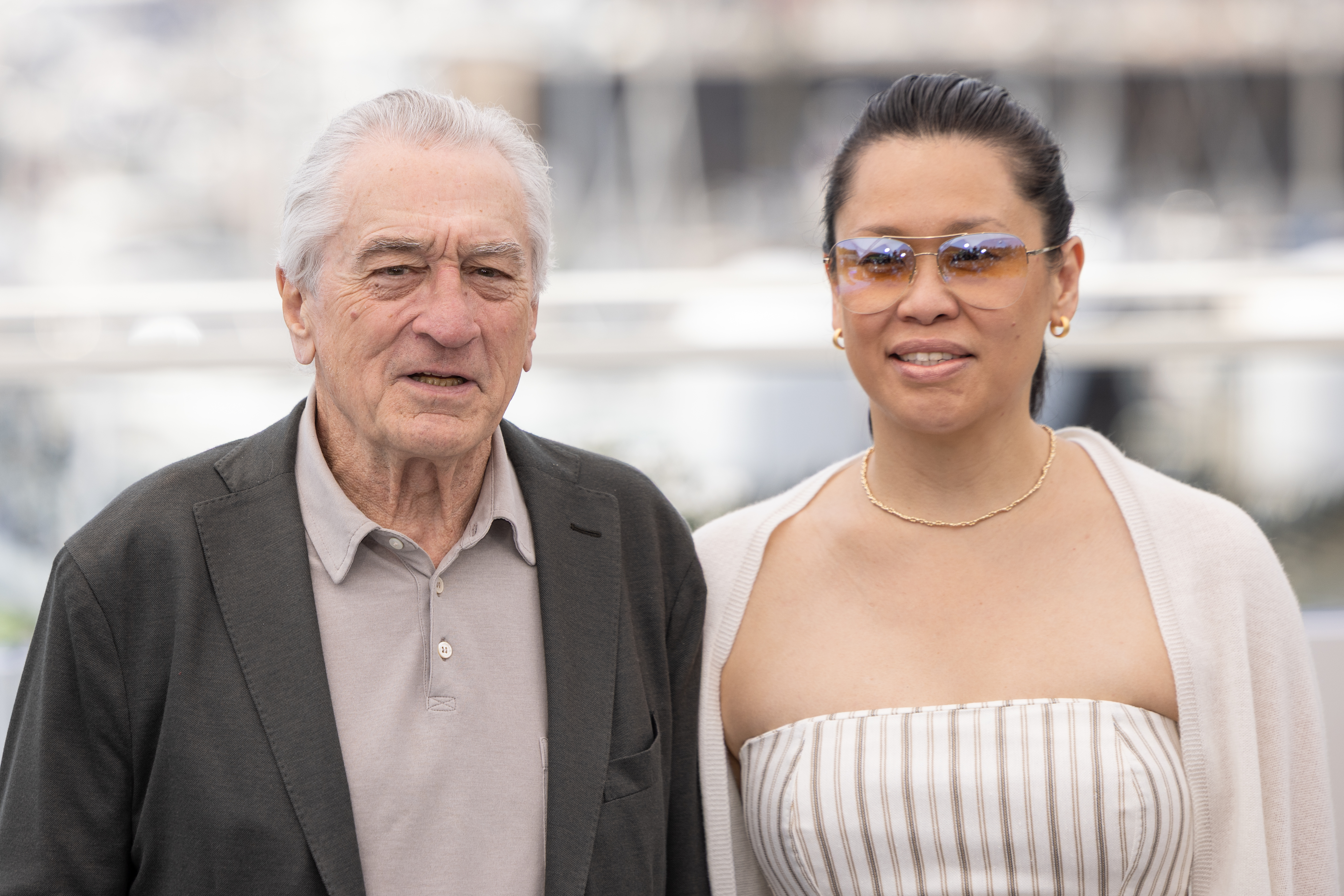
Robert De Niro avec sa compagne Tiffany Chen au Festival de Cannes 2025.

En 1987, la journaliste Patricia Bosworth (en) écrit un article sur l'acteur pour le magazine Vanity Fair, tentant alors d'en apprendre plus sur « le roi de l'ombre ». Si les divers témoignages de proches confirment que l'homme n'aime pas dévoiler sa vie privée, c'est probablement la dernière rencontre fortuite de la journaliste durant une manucure qui décrit le mieux l'acteur :

« Robert De Niro n'agit pas comme une star de cinéma. Une célébrité. C'est juste un homme poli, calme et d'apparence ordinaire. Et il ne dit jamais grand-chose. Au fond, je ne me souviens de rien de ce qu'il a dit. C'est moi qui ai parlé le plus. Il sait très bien écouter,. »

En 1976, il se marie avec l'actrice américaine Diahnne Abbott. Elle apparait dans trois de ses films, Taxi Driver, King of Comedy et New York, New York. Le couple a un fils en 1976, Raphael De Niro (en) et Robert De Niro adopte Drena, la fille de Diahnne, née d'un précédent mariage.
Puis, avec la mannequin et actrice Toukie Smith (en) ils ont, par mère porteuse, des jumeaux, Julian et Aaron, en 1995. Aaron a fait son coming-out en tant que femme trans en avril 2025, sous le nom de Airyn.
En 1987, Robert De Niro rencontre Grace Hightower, une philanthrope, mondaine, actrice et chanteuse américaine, et l'épouse en 1997. Ils ont un fils, Elliot, né en 1998, autiste, ainsi qu'une fille, Helen, née d'une mère porteuse en décembre 2011,. Le couple se sépare en 2018.
En avril 2023, Robert De Niro accueille son septième enfant, une fille Gia, avec sa petite amie Tiffany Chen,,,. À 79 ans, il devient alors l'un des pères les plus âgés jamais enregistrés.
En juillet 2023, il est annoncé que le petit-fils de Robert De Niro par sa fille Drena, Leandro De Niro Rodriguez, est décédé à l'âge de 19 ans. La cause du décès est déterminée comme étant une intoxication combinée au fentanyl et à la cocaïne.

#### Santé
En octobre 2003, le porte-parole de Robert De Niro annonce que son médecin lui a découvert un cancer de la prostate et que l'acteur devrait se rétablir complètement.

### Engagements
À la suite des attentats du 11 septembre 2001 à New York, il participe en 2002 à la présentation pour CBS du documentaire New York : 11 septembre de Gédéon et Jules Naudet, ainsi que de James Hanlon, montrant les attentats vus par les yeux des pompiers du FDNY,. Le documentaire recoit un Peabody Award et un Emmy Award. Le documentaire passe durant le Festival du film de Tribeca qu'il cofonde en 2002. En 2011, à l'occasion d'une nouvelle version du documentaire pour commémorer les dix ans des attaques, une nouvelle séquence est tournée, cette fois-ci depuis le mémorial, au centre du chantier du nouveau complexe du World Trade Center,.
En 2006, Robert De Niro donne plusieurs objets en lien avec sa carrière au Harry Ransom Center (en) de l'université du Texas à Austin.
En février 2017, il fait l'objet d'une controverse en décidant de promouvoir une campagne anti-vaccination avec Robert Francis Kennedy Jr., récemment nommé par Donald Trump à la tête d'une commission pour vérifier la sûreté des vaccins. En effet, lors d'une conférence de presse, les deux hommes décident d'offrir la somme de 100 000 $ à qui pourrait prouver que le vaccin contre la rougeole, la rubéole et les oreillons était totalement sans danger pour la santé. Une telle attitude de la star réside dans le fait que De Niro est convaincu que l'autisme de son fils est imputable à un vaccin.
Le 10 juin 2018, lors de son discours au cours de la cérémonie des Tony Awards, Robert De Niro s'en prend violemment au président Donald Trump (en prononçant : « Fuck Trump »). Ses prises de position lui vaudront d'être la cible d'un colis piégé lors de l'affaire des colis piégés d'octobre 2018 aux États-Unis.
Lors de l'arrestation de l'homme d'affaires Peter Nygård pour crimes sexuels, il est exposé que De Niro était un de ses proches et aurait visité sa luxueuse résidence, « Nygård Cay » aux Bahamas, à plusieurs reprises.

### Business
En 1988, Robert De Niro fait la rencontre du restaurateur Nobu Matsuhisa. Aux alentours de 1989, l'acteur lui propose d'ouvrir un restaurant à Tribeca, mais Matsuhisa décline l'offre afin de s'occuper de son restaurant qui vient d'ouvrir à Los Angeles. Quatre ans plus tard, Matsuhisa accepte et signe un contrat avec l'acteur, le restaurateur Drew Nieporent (en) et l'investisseur Meir Teper (en). Le premier restaurant Nobu (en) ouvre en 1994.
En 2013, le premièr hôtel Nobu ouvre au Caesars Palace à Las Vegas.

## Analyse

### Style de jeu

#### Méthode
| |  |  |
| Durant les répétitions avec l'acteur sur le tournage de Taxi Driver (1976), la jeune Jodie Foster — à gauche en 1974 —, découvre une nouvelle manière d'appréhender son rôle. De Niro applique avec elle un aspect différent de la méthode, d'après ses cours avec Stella Adler,. |  |  |

Plutôt discret dans sa communication, De Niro est généralement considéré comme un fin observateur psychologique des personnages et un grand perfectionniste. Il est également connu pour son engagement dans ses différents rôles et son travail d'interprétation physique de ses personnages : il prend près de 30 kg et apprend à boxer pour son interprétation de Jake LaMotta dans Raging Bull ; il apprend également à jouer du saxophone pour New York, New York. En outre, pour Taxi Driver, il se prépare en conduisant un taxi de nuit des semaines durant,.
Décrit comme un caméléon par le cinéaste Brian De Palma, De Niro préfère rester dans la peau de son personnage même quand il ne tourne pas, Sandra Bernhard de la La Valse des pantins le décrivant comme « totalement concentré, totalement absorbé par le rôle ». Cette méthode a été une grande découverte et une inspiration pour Jodie Foster qui a répété ses scènes avec l'acteur durant le tournage de Taxi Driver.
Réalisateur de Le Dernier Nabab, Elia Kazan donne également son ressenti sur l'acteur : « De Niro est plusieurs choses à la fois. C'est un homme de la rue et pourtant c'est un homme très sensible. Il y a beaucoup de monde en lui. Il trouve la libération et l'épanouissement en devenant d'autres personnes. C'est son plaisir, sa joie. Il a trouvé sa solution pour vivre dans le travail. Je n'ai jamais vu un gars qui travaillait aussi dur. C'est le seul acteur que je connaisse qui m'a téléphoné le vendredi et m'a dit : « Travaillons ensemble tout le week-end ». »,.
Comme tous les acteurs qui ont suivi les cours de Stella Adler, il s'est toujours efforcé de « défictionnaliser » la fiction.

#### Comparaison avec ses homologues
Robert De Niro est souvent comparé à Al Pacino, un acteur de la même génération que lui avec qui il a en commun des origines italiennes et une formation à l'Actors Studio. Ils tiennent tous deux la vedette du Parrain 2, mais n'ont dans ce film aucune scène en commun, leurs personnages évoluant à des époques différentes. Les deux comédiens jouent véritablement ensemble en 1995 dans Heat de Michael Mann, où ils partagent cette fois-ci deux scènes, la première étant considérée comme un grand moment du cinéma. Ils se retrouvent en 2008, en tandem cette fois-ci, dans La Loi et l'Ordre de Jon Avnet puis en 2019 dans The Irishman de Martin Scorsese. Pour la sortie de ce dernier, le site Allociné décide de comparer la carrière de chacun, notant par exemple qu'ils ont joué le Diable. À partir des années 2000, ils sont plus présents dans des comédies dites « potaches ». Durant cette décennie, Al Pacino entame une collaboration sporadique avec la chaîne HBO, alors que De Niro apparait dans The Wizard of Lies, un téléfilm diffusé sur la chaîne en 2017.
En rédigeant sa critique du film Mean Streets, Pauline Kael compare l'acteur à Dustin Hoffman : « De Niro fait quelque chose comme ce que Dustin Hoffman faisait dans Midnight Cowboy, mais en plus sauvage ; ce gamin ne se contente pas d'agir - il s'envole dans les vapeurs »,.

## Dans la culture populaire
En 1984, le groupe Bananarama sort le single Robert De Niro's Waiting... (en) présent dans leur deuxième album (en).

## Filmographie
Sauf indication contraire, les informations mentionnées dans cette section peuvent être confirmées par la base de données cinématographiques IMDb,  présente dans la section « Liens externes ».

### Comme acteur

#### Cinéma

##### Années 1960
- 1965 : Trois Chambres à Manhattan de Marcel Carné : un client au diner (figuration)
- 1965 : Encounter (court métrage) de Norman C. Chaitin : le neveu
- 1968 : Les Jeunes Loups de Marcel Carné : un client chez Popov (figuration)
- 1968 : Greetings de Brian De Palma : Jon Rubin
- 1969 : Le Contrat (Sam's Song) de Jordan Leondopoulos : Sam Nicoletti (remonté en un film différent en 1979 sous le titre L'Échange)
- 1969 : The Wedding Party de Brian De Palma : Cecil (ce film tourné en 1964 est le premier de Robert De Niro)

##### Années 1970
- 1970 : Bloody Mama de Roger Corman : Lloyd Barker
- 1970 : Hi, Mom! de Brian De Palma : Jon Rubin
- 1971 : Jennifer mon amour (Jennifer on My Mind) de Noel Black : Mardigian
- 1971 : Né pour vaincre (Born to Win) d'Ivan Passer : Danny
- 1971 : The Gang That Couldn't Shoot Straight de James Goldstone : Mario Trantino
- 1973 : Le Dernier Match (Bang the Drum Slowly) de John D. Hancock : Bruce Pearson
- 1973 : Mean Streets de Martin Scorsese : John « Johnny Boy » Civello
- 1974 : Le Parrain 2 (The Godfather: Part II) de Francis Ford Coppola : Vito Corleone jeune
- 1976 : Taxi Driver de Martin Scorsese : Travis Bickle
- 1976 : 1900 (Novecento) de Bernardo Bertolucci : Alfredo Berlinghieri
- 1976 : Le Dernier Nabab (The Last Tycoon) d'Elia Kazan : Monroe Stahr
- 1977 : New York, New York de Martin Scorsese : Jimmy Doyle
- 1978 : Voyage au bout de l'enfer (The Deer Hunter) de Michael Cimino : Michael Vronsky
- 1979 : L'Échange (The Swap) de Jordan Leondopoulos : Sam Nicoletti (plusieurs scènes du film sont issues du film Le Contrat (1969) du même réalisateur)

##### Années 1980
- 1980 : Raging Bull de Martin Scorsese : Jake LaMotta
- 1981 : Sanglantes Confessions (True Confessions) d'Ulu Grosbard : Des Spellacy
- 1983 : La Valse des pantins (The King of Comedy) de Martin Scorsese : Rupert Pupkin
- 1984 : Il était une fois en Amérique (Once Upon a Time in America) de Sergio Leone : David « Noodles » Aaronson
- 1984 : Falling in Love d'Ulu Grosbard : Frank Raftis
- 1985 : Brazil de Terry Gilliam : Archibald « Harry » Tuttle
- 1986 : Mission (The Mission) de Roland Joffé : Rodrigo Mendoza
- 1987 : Angel Heart : Aux portes de l'enfer (Angel Heart) d'Alan Parker : Louis Cyphre
- 1987 : Les Incorruptibles (The Untouchables) de Brian De Palma : Al Capone
- 1988 : Midnight Run de Martin Brest : Jack Walsh
- 1989 : Jacknife de David Jones : Joseph « Jacknife » Megessey
- 1989 : Nous ne sommes pas des anges (We're No Angels) de Neil Jordan : Ned

##### Années 1990
- 1990 : Stanley & Iris de Martin Ritt : Stanley Everett Cox
- 1990 : Les Affranchis (Goodfellas) de Martin Scorsese : Jimmy Conway
- 1990 : L'Éveil (Awakenings) de Penny Marshall : Leonard Lowe
- 1991 : La Liste noire (Guilty by Suspicion) d'Irwin Winkler : David Merrill
- 1991 : Backdraft de Ron Howard : Donald « Shadow » Rimgale
- 1991 : Les Nerfs à vif (Cape Fear) de Martin Scorsese : Max Cady
- 1992 : Hollywood Mistress (Mistress) de Barry Primus : Evan M. Wright
- 1992 : La Loi de la nuit (Night and the City) d'Irwin Winkler : Harry Fabian
- 1993 : Mad Dog and Glory de John McNaughton : Wayne « Mad Dog » Dobie
- 1993 : Blessures secrètes (This Boy's Life) de Michael Caton-Jones : Dwight Hansen
- 1993 : Il était une fois le Bronx (A Bronx Tale) de lui-même : Lorenzo Anello
- 1994 : Frankenstein de Kenneth Branagh : La Créature
- 1995 : Les Cent et Une Nuits de Simon Cinéma d'Agnès Varda : le mari de la star-fantasme en croisière
- 1995 : Casino de Martin Scorsese : Sam « Ace » Rothstein
- 1995 : Heat de Michael Mann : Neil McCauley
- 1996 : Le Fan (The Fan) de Tony Scott : Gil Renard
- 1996 : Sleepers de Barry Levinson : le père Robert « Bobby » Carrillo
- 1996 : Simples Secrets (Marvin's Room) de Jerry Zaks : le Dr Wally
- 1997 : Copland de James Mangold : le lieutenant Moe Tilden
- 1997 : Des hommes d'influence (Wag the Dog) de Barry Levinson : Conrad Brean
- 1997 : Jackie Brown de Quentin Tarantino : Louis Gara
- 1998 : De grandes espérances (Great Expectations) d'Alfonso Cuarón : Arthur Lustig
- 1998 : Ronin de John Frankenheimer : Sam
- 1999 : Mafia Blues (Analyze This) de Harold Ramis : Paul Vitti
- 1999 : Personne n'est parfait(e) (Flawless) de Joel Schumacher : Walt Koontz

##### Années 2000
- 2000 : Les Aventures de Rocky et Bullwinkle (The Adventures of Rocky & Bullwinkle) de Des McAnuff : Chef Sans-Peur (voix)
- 2000 : Les Chemins de la dignité (Men of Honor) de George Tillman Jr. : le maître principal Leslie Sunday
- 2000 : Mon beau-père et moi (Meet the Parents) de Jay Roach : Jack Byrnes
- 2001 : 15 Minutes de John Herzfeld : l'inspecteur Eddie Flemming
- 2001 : The Score de Frank Oz : Nick Wells
- 2002 : Showtime de Tom Dey : l'inspecteur Mitch Preston
- 2002 : Père et Flic (City by the Sea) de Michael Caton-Jones : Vincent LaMarca
- 2002 : Mafia Blues 2 : La Rechute (Analyze That) de Harold Ramis : Paul Vitti
- 2004 : Godsend, expérience interdite (Godsend) de Nick Hamm : Richard Wells
- 2004 : Gang de requins (Shark Tale) d'Éric Bergeron : Don Lino (voix)
- 2004 : Mon beau-père, mes parents et moi (Meet the Fockers) de Jay Roach : Jack Byrnes
- 2004 : Le Pont du roi Saint-Louis (The Bridge of San Luis Rey) de Mary McGuckian : l'archevêque de Lima
- 2005 : Trouble Jeu (Hide and Seek) de John Polson : David Callaway
- 2005 : Club Oscar (court métrage) de Bibo Bergeron, Vicky Jenson et Rob Letterman : Don Lino (voix)
- 2006 : Raisons d'État (The Good Shepherd) de lui-même : Bill Sullivan
- 2006 : Arthur et les Minimoys (Arthur and the Invisibles) de Luc Besson : le roi des Minimoys (voix)
- 2007 : Stardust, le mystère de l'étoile (Stardust) de Matthew Vaughn : le capitaine Shakespeare
- 2008 : La Loi et l'Ordre (Righteous Kill) de Jon Avnet : le lieutenant Tom « Turk » Cowan
- 2008 : Panique à Hollywood (What Just Happened?) de Barry Levinson : Ben
- 2009 : Everybody's Fine de Kirk Jones : Frank Goode

##### Années 2010
- 2010 : Mon beau-père et nous (Little Fockers) de Paul Weitz : Jack Byrnes
- 2010 : Machete de Robert Rodriguez et Ethan Maniquis : le sénateur McLaughlin
- 2011 : Killer Elite de Gary McKendry : Hunter
- 2011 : Stone de John Curran : Jack Mabry
- 2011 : Limitless de Neil Burger : Carl Van Loon
- 2011 : L'amour a ses raisons (Manuale d'amore 3) de Giovanni Veronesi : Adrian
- 2011 : Happy New Year (New Year's Eve) de Garry Marshall : Stan Harris
- 2012 : Monsieur Flynn (Being Flynn) de Paul Weitz : Jonathan Flynn
- 2012 : Red Lights de Rodrigo Cortés : Simon Silver
- 2012 : Unités d'élite (Freelancers) de Jessy Terrero (en) : le capitaine Joe Sarcone
- 2012 : Happiness Therapy (Silver Linings Playbook) de David O. Russell : Pat Solitano Sr.
- 2013 : Un grand mariage (The Big Wedding) de Justin Zackham : Don Griffin
- 2013 : Face à face (Killing Season) de Mark Steven Johnson : Benjamin Ford
- 2013 : Malavita (The Family) de Luc Besson : Fred Blake
- 2013 : Last Vegas de Jon Turteltaub : Paddy
- 2013 : American Bluff (American Hustle) de David O. Russell : Victor Tellegio (caméo)
- 2014 : Match retour (Grudge Match) de Peter Segal : Billy « The Kid » McDonen
- 2014 : L'Instinct de tuer (The Bag Man) de David Grovic : Dragna
- 2015 : Le Nouveau Stagiaire (The Intern) de Nancy Meyers : Ben Whittaker
- 2015 : Bus 657 (Heist) de Scott Mann : Francis « The Pope » Silva
- 2015 : Joy de David O. Russell : Rudy, le père de Joy
- 2015 : Ellis (court métrage) de JR : l'immigrant
- 2016 : Dirty Papy (Dirty Grandpa) de Dan Mazer : Dick Kelly
- 2016 : Hands of Stone de Jonathan Jakubowicz : Ray Arcel
- 2016 : The Comedian de Taylor Hackford : Jackie Burke
- 2019 : Joker de Todd Phillips : Murray Franklin
- 2019 : The Irishman de Martin Scorsese : Frank « The Irishman » Sheeran

##### Années 2020
- 2020 : Mon grand-père et moi (The War with Grandpa) de Tim Hill : Ed
- 2020 : Arnaque à Hollywood (The Comeback Trail) de George Gallo : Max Barber
- 2022 : Amsterdam de David O. Russell : Général Gil Dillenbeck
- 2022 : Lavé par le sang (Savage Salvation) de Randall Emmett : Sheriff Church
- 2023 : Mon père et moi (About my father) de Laura Terruso : Salvo Maniscalco
- 2023 : Killers of the Flower Moon de Martin Scorsese : William King Hale (en)
- 2023 : Ezra de Tony Goldwyn : Stan
- 2025 : The Alto Knights de Barry Levinson : Vito Genovese / Frank Costello
- 2025 : Tin Soldier de Brad Furman : Ashburn

#### Télévision

##### Téléfilms
- 1977 : Le Parrain (The Godfather: A Novel for Television) de Francis Ford Coppola : Vito Corleone jeune
- 2017 : The Wizard of Lies de Barry Levinson : Bernard Madoff

##### Séries télévisées
- 2006 : Extras : lui-même (saison 2, épisode 6)
- 2011 : 30 Rock : lui-même (saison 5, épisode 12)
- 2025 : Zero Day de Lesli Linka Glatter : George Mullen, ancien président des États-Unis

#### Autres
- 2005 : publicité pour American Express[réf. nécessaire]
- 2015 : The Audition, publicité réalisée par Martin Scorsese pour les casinos Studio City (Macao) et City of Dreams (Manille[324]) : lui-même
- 2019 : publicité pour Kia Niro[réf. nécessaire]
- 2020 : Father of the Bride Part 3 (ish) (court métrage au profit de World Central Kitchen, diffusé sur Netflix, Facebook et YouTube[325]) de Nancy Meyers : James

### Comme producteur

#### Cinéma
- 1989 : Nous ne sommes pas des anges (We're No Angels) de Neil Jordan
- 1991 : Les Nerfs à vif (Cape Fear) de Martin Scorsese
- 1992 : Cœur de tonnerre (Thunderheart) de Michael Apted
- 1992 : Hollywood Mistress (Mistress) de Barry Primus
- 1993 : Chassé-croisé (The Night We Never Met) de Warren Leight (en)
- 1993 : Il était une fois le Bronx (A Bronx Tale) de lui-même
- 1994 : Frankenstein de Kenneth Branagh
- 1995 : Panther de Mario Van Peebles
- 1996 : Ma femme me tue (Faithful) de Paul Mazursky
- 1996 : Simples Secrets (Marvin's Room) de Jerry Zaks
- 1997 : Des hommes d'influence (Wag the Dog) de Barry Levinson
- 1999 : Entropy de Phil Joanou
- 1999 : Personne n'est parfait(e) (Flawless) de Joel Schumacher
- 2000 : Les Aventures de Rocky et Bullwinkle (The Adventures of Rocky & Bullwinkle) de Des McAnuff
- 2000 : Mon beau-père et moi (Meet the Parents) de Jay Roach
- 2001 : Prison Song de Darnell Martin
- 2002 : Pour un garçon (About a Boy) de Chris Weitz et Paul Weitz
- 2004 : Stage Beauty de Richard Eyre
- 2004 : Mon beau-père, mes parents et moi (Meet the Fockers) de Jay Roach
- 2005 : Rent de Chris Columbus
- 2006 : Raisons d'État (The Good Shepherd) de lui-même
- 2008 : Panique à Hollywood (What Just Happened?) de Barry Levinson
- 2009 : Public Enemies de Michael Mann
- 2010 : Mon beau-père et nous (Little Fockers) de Paul Weitz
- 2012 : Unités d'élite (Freelancers) de Jessy Terrero (en)
- 2019 : The Irishman de Martin Scorsese
- 2019 : Artemis Fowl de Kenneth Branagh

#### Télévision
- 1993 : TriBeCa (en)
- 1998 : La Famille trahie (Witness to the Mob) de Thaddeus O'Sullivan
- 2000 : Holiday Heart de Robert Townsend
- 2012 : NYC 22
- 2013 : The 4th Reich
- 2017 : The Wizard of Lies (téléfilm) de Barry Levinson

### Comme réalisateur
- 1993 : Il était une fois le Bronx (A Bronx Tale)
- 2006 : Raisons d'État (The Good Shepherd)

## Distinctions

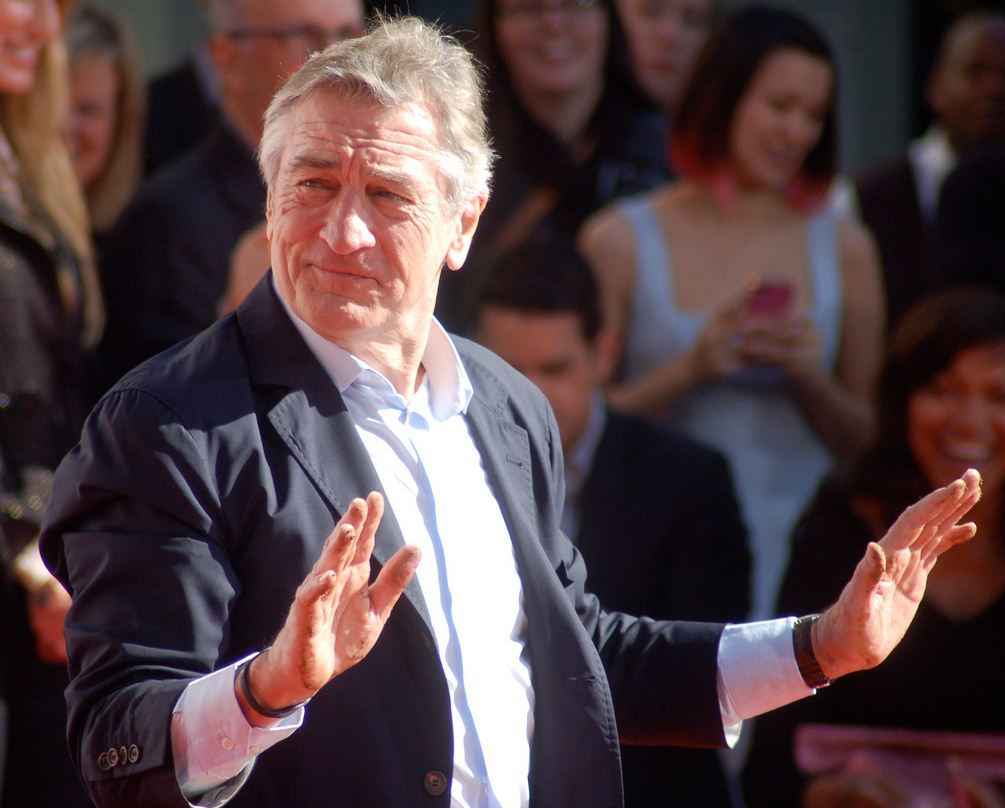
En janvier 2013, à l'inauguration de ses empreintes au en.

Son rôle de Vito Corleone dans le film Le Parrain 2 lui vaut l'Oscar du meilleur acteur dans un second rôle en 1975. Lors de la cérémonie des Oscars de 1981, il remporte l'Oscar du meilleur acteur pour son rôle du boxeur Jake LaMotta dans le film Raging Bull (1980), qui lui vaut aussi le Golden Globe du meilleur acteur dans un film dramatique. Il a été nommé à six autres reprises aux Oscars et neuf autres aux Golden Globes, dans diverses catégories.
L'acteur reçoit plusieurs prix honorifiques, notamment un Lion d'or durant la Mostra de Venise 1993, le Cecil B. DeMille Award aux Golden Globes 2011 et un Screen Actors Guild Life Achievement Award durant les Screen Actors Guild Awards 2020. Lors du Festival de Cannes 2025, 14 ans après avoir présidé le jury de la compétition officielle, il reçoit une Palme d'honneur pour l'ensemble de sa carrière.
Il reçoit divers autres honneurs. En 2009, il est distingué par le Kennedy Center Honors. Le 4 février 2013, il pose ses empreintes devant le Grauman's Chinese Theatre sur Hollywood Boulevard. Le 22 novembre 2016, Barack Obama lui décerne la médaille présidentielle de la Liberté.

## Voix francophones

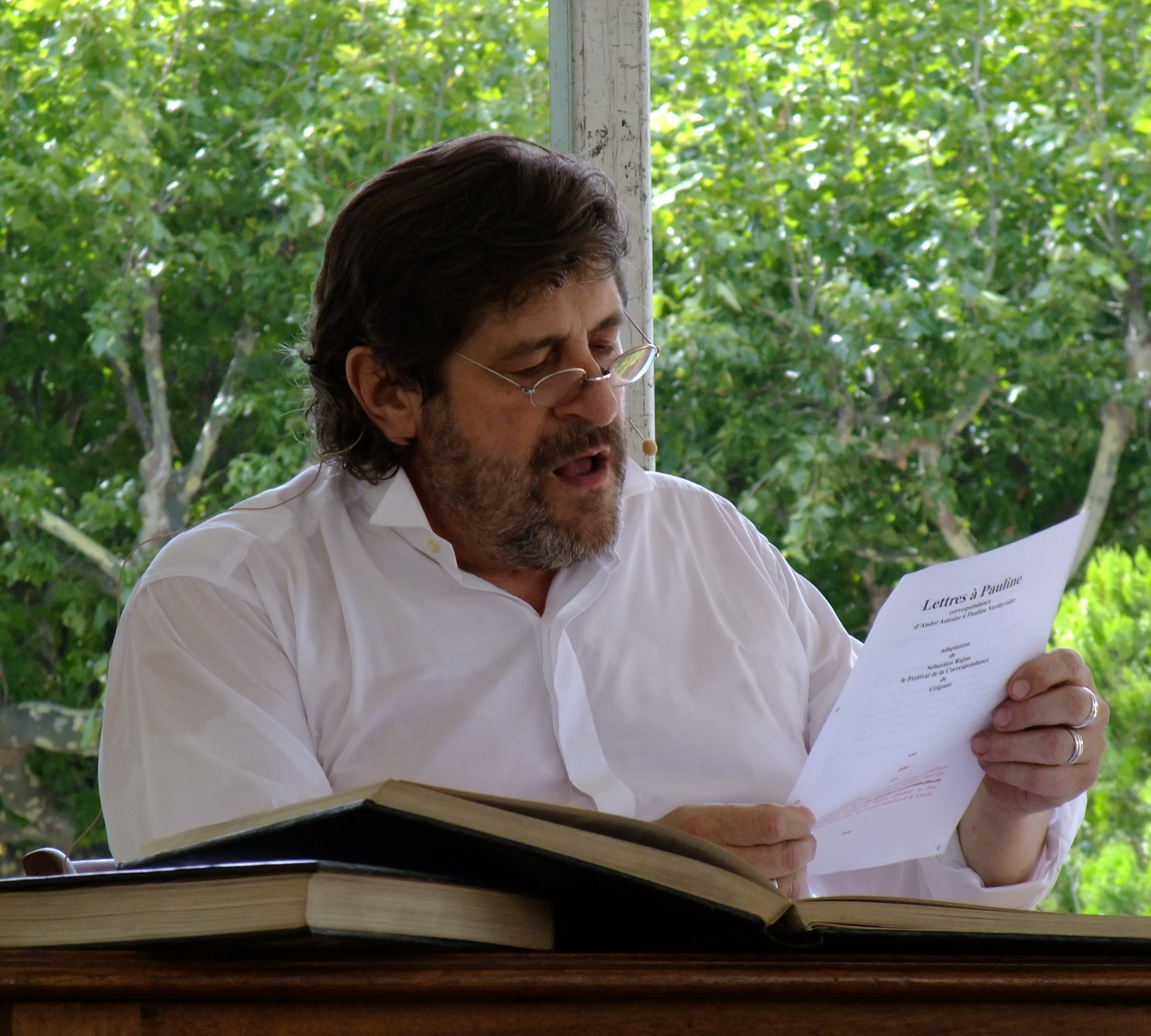
Colosse du théâtre et second rôle familier des écrans, le comédien Jacques Frantz double l'acteur américain dans près de soixante-dix œuvres en près de 35 ans,.

En version française, Robert De Niro est doublé par plusieurs comédiens jusqu'au milieu des années 1980. Quelques comédiens le doublent à plusieurs reprises, comme Maurice Sarfati de 1976 à 1980 dans Taxi Driver, Le Dernier Nabab et Raging Bull ainsi que Michel Creton entre 1978 et 1984 dans Voyage au bout de l'enfer, Sanglantes confessions et le premier doublage d'Il était une fois en Amérique. Sylvain Joubert le double dans New York, New York[réf. nécessaire], tandis que Pierre Arditi est sa voix dans La Valse des pantins.
Entre 1986 et 2020, l'acteur est doublé dans la quasi-totalité de ses apparitions par le comédien Jacques Frantz, qui lui prête son timbre dans près de soixante-dix œuvres. Parallèlement, Sylvain Joubert le retrouve dans Jacknife puis Jackie Brown[réf. nécessaire], de même que Michel Creton dans Un Grand Mariage. Patrick Descamps le double dans Everybody's Fine et Malavita,.
À la suite de la mort de Jacques Frantz en mars 2021, c'est Patrick Messe qui lui succède sur la plupart des films suivants avec Robert de Niro (Arnaque à Hollywood, Lavé par le sang ou Mon père et moi). Par ailleurs, Patrice Melennec double Robert de Niro dans Amsterdam et Pierre Arditi retrouve ce dernier dans Killers of the Flower Moon et Zero Day. En 2025, Éric Herson-Macarel est choisi pour lui prêter sa voix dans The Alto Knights.
En version québécoise, Hubert Gagnon, décédé en 2020, et Jean-Marie Moncelet sont les voix françaises de l'acteur dans la majorité de ses films[réf. à confirmer].
- Versions françaises :
  - Jacques Frantz (*1947 - 2021) dans Il était une fois en Amérique (2e doublage), Les Incorruptibles, Les Affranchis, Casino, Heat, etc.

- Versions québécoises :
  - Hubert Gagnon (*1947 - 2020) dans Jackie Brown, etc.
  - Jean-Marie Moncelet dans Tension, La Correction, etc.